# Or
Cet article concerne l'élément chimique et le corps simple. Pour les autres significations, voir Or (homonymie).
L'or est l'élément chimique de numéro atomique 79, de symbole Au. Ce symbole, choisi par Berzelius, est formé des deux premières lettres de son nom latin aurum. Le nom or désigne aussi le corps simple, un métal jaune.
L'or est le troisième élément du premier groupe secondaire p. Sa structure électronique atomique correspond à [Xe] (4f)14 (5d)10 (6s)1. C'est un métal de transition susceptible de former des cations mono- et trivalents en solution.
Le corps simple est un métal dit noble et précieux, de couleur jaune d'or, dense, très ductile (mou), facile à travailler, parfois simplement à la main et au bâton, connu de toute Antiquité, apprécié pour son éclat quand il est poli. Rare, l'or est très recherché, encore plus que l'argent. L'art du travail de l'or est l'orfèvrerie.
L'or est moins réactif que la plupart des autres métaux de transition, notamment il n'est pas attaqué par les acides chlorhydrique (HCl), nitrique (HNO3) ou sulfurique (H2SO4) pris isolément. En revanche il l'est par l'acide sélénique (H2SeO4), les solutions alcalines de cyanure et l'eau régale (un mélange d'acides chlorhydrique et nitrique concentrés). Comme le plomb, il se dissout dans le mercure en formant un amalgame, mais ne réagit pas chimiquement avec ce métal. L'or étant insoluble dans l'acide nitrique, qui dissout pourtant l'argent et les métaux communs, cette propriété permet de le séparer et de le purifier.
L'or trouve des applications industrielles en odontologie et en électronique, en raison de sa très bonne tenue face à la corrosion et de son excellente conductivité électrique, mais sa principale utilisation demeure la thésaurisation. Les banques centrales du monde cumulaient ainsi 27 113 tonnes d'or en juin 2010, dont près de 40 % détenus dans la zone euro et 30 % par les États-Unis (la Chine ayant exprimé son intention de porter ses réserves à 5 000 t), tandis qu'environ 15 000 tonnes d'or seraient détenues au titre de l'épargne privée en Inde.

## Histoire

### Étymologie
Le nom de l'or, mot masculin, et le symbole Au viennent du latin aurum, de même signification, qui a donné l'adjectif aurifère qualifiant une matière ou un corps contenant de l'or. Dans les anciens textes français, on le trouve parfois avec l'orthographe « aur ». Dans les langues germaniques on trouve gold, geld, gyld. L'or symbolise souvent une émanation d'une matière céleste et solaire. La Nubie est le pays de l'or (nub) conquis par les anciens Égyptiens.

### Ancien Monde

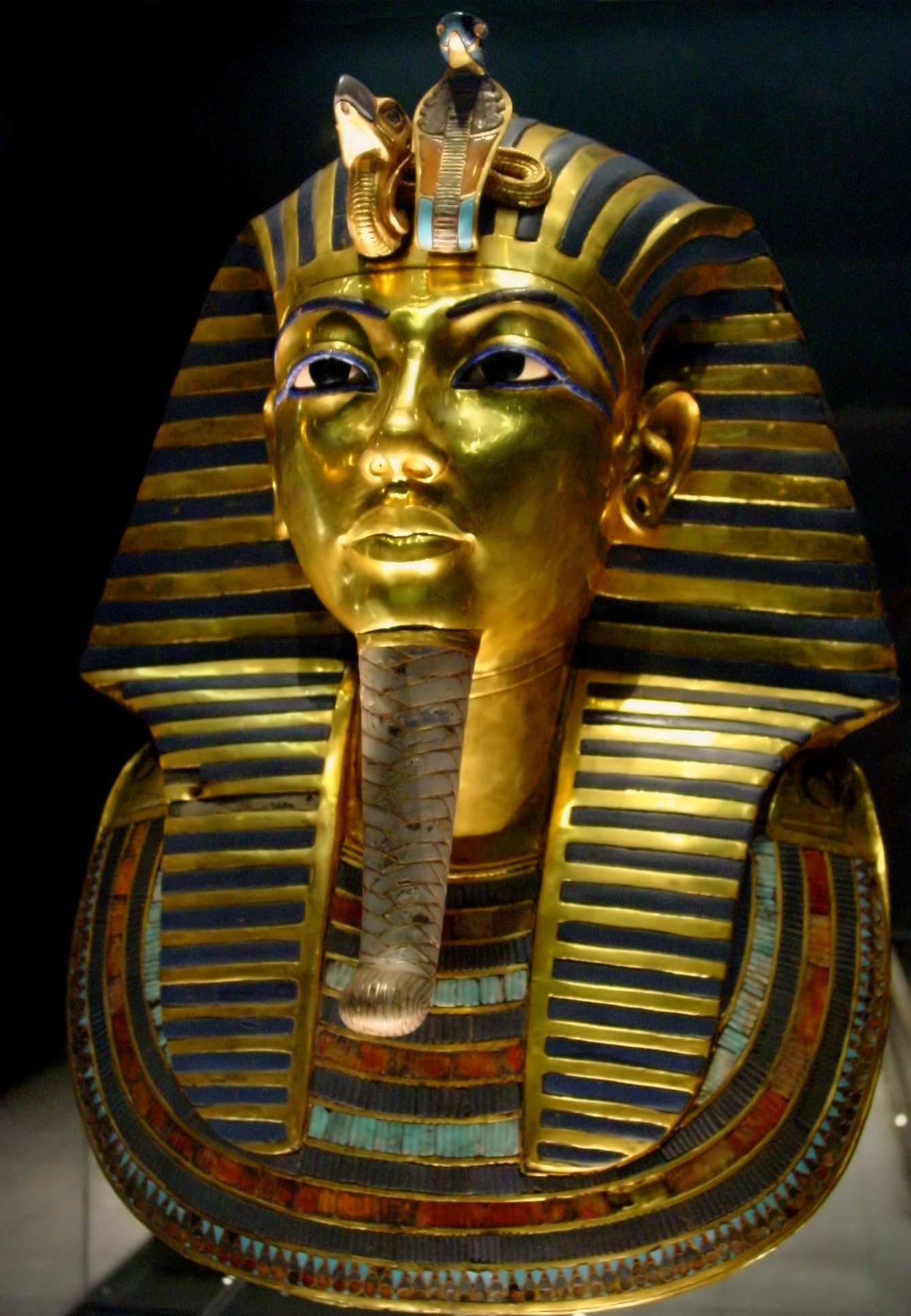
Masque mortuaire en or de Toutânkhamon, au

L'or est considéré, historiquement, comme le métal précieux par excellence, et il est dit incorruptible ou métal noble car peu sensible à la corrosion et à l'oxydation.
Le plus vieil objet en or a été mis au jour dans la nécropole de Varna, en Bulgarie actuelle. Il est daté du milieu du Ve millénaire av. J.-C..
En dehors de l'Égypte et du Moyen-Orient qui l'imposent précocement dans un rôle monétaire, l'homme utilise l'or de façon significativement importante en Europe depuis le IIIe millénaire av. J.-C. Les tombes collectives révèlent des pièces d'orfèvrerie ouvragées, sous forme d'enroulement, de perles annulaires et de fils d'or, autant de probables reliquats d'objets luxueux.
Au Chalcolithique, à la fin de la Préhistoire, les parures en or des peuples atlantiques, probables symboles de pouvoir, mêlent des perles hélicoïdales, des lunules, des colliers à lamelles découpées aux armes et pointes de flèches. À l'âge du bronze, une diversification des objets est constatée, il existe des diadèmes, des torques et des bracelets avec de la vaisselle. L'essentiel des découvertes est apporté par la fouille de tombes individuelles, par exemple celles des "princes armoricains" à urnes de bronze. Par ailleurs, la thésaurisation de l'or par enfouissement, offrande ou cachette provisoire de trésor paraît croissante, ce sont des dépôts indépendants de l'art funéraire. À l'âge du bronze moyen, les dépôts d'or sont communs alors que les vrais bijoux d'or disparaissent des sépultures, comme le prouvent les tombes du Midi français ou les tumuli de la forêt de Haguenau. Au bronze final, sur de vastes pans de territoires européens, s'observe une raréfaction des dépôts d'or alors que les reliquats funéraires sont insignifiants ou rares. Au début de l'âge du fer, l'emploi de l'or semble plus réduit : les tumuli des territoires celtes de la période Hallstatt en Allemagne du Sud, Est de la France, Suisse... livrent toutefois communément des coupes en or, des armes à incrustations d'or. À la fin de cette période, surtout après 550 av. J.-C., des tombes dites princières, parfois à char de parade ou à coque de navire protectrice, livrent de rutilants objets en or, placés à côté de vaisselles imposantes de bronze, de plaques de ceintures ou pièces également en bronze, et de diverses armes en fer dont des poignards ou des fers de lance. Lors de la période de la Tène, les tertres princiers se raréfient, tout en gardant des objets typiques en or, en fer et en bronze.

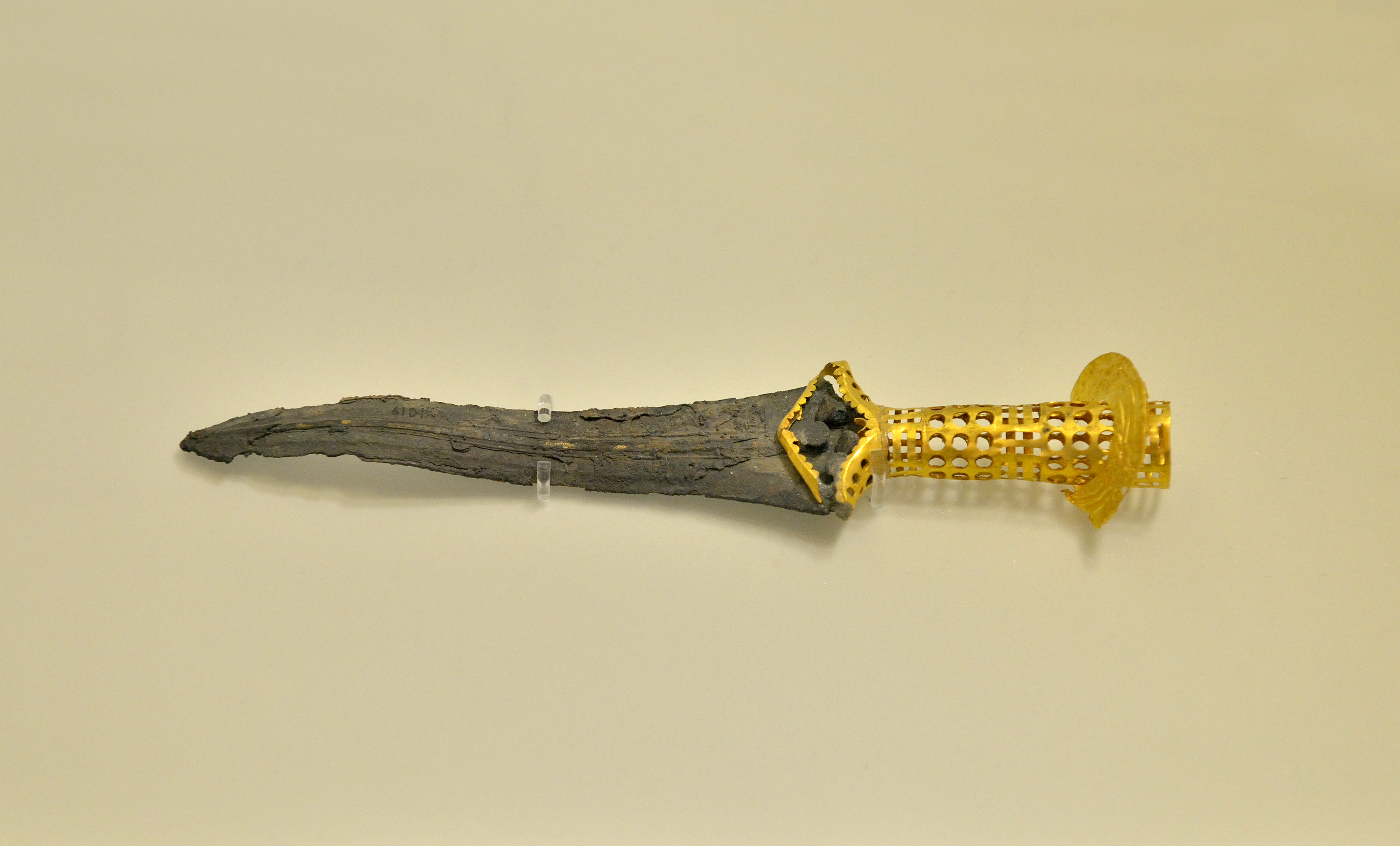
Dague en bronze altérée avec unique reliquat de la gaine de poignée plaquée-découpé en or toujours inaltéré. Site crétois de Malia (-1800--1700). Musée archéologique d'Héraklion.

Du point de vue de l'histoire des techniques, c'est un des premiers métaux colorés reconnus par le métallurgiste de l'Antiquité avec le cuivre et les bronzes (sic).
L'or semble servir presque partout dans les grandes civilisations à la parure des puissants et aux cérémonies religieuses. L'assimilation de l'or au disque solaire divinisé en est peut-être un des leviers communs les plus puissants. On retrouve des amulettes en or dans les tombes égyptiennes à chacune des grandes époques de l'Égypte antique. Les plus puissants, tels Toutânkhamon et Ramsès, se firent enterrer avec des masques mortuaires en or et autres parures.
Les quantités disponibles étaient très faibles. En Égypte, on extrayait l'or dans des endroits désertiques et sans eau au prix du sacrifice de nombreux travailleurs (il n'y avait pas d'esclaves dans l'Égypte ancienne). Les grandes puissances s'assuraient de l'or par l'intermédiaire des tributs ou par la victoire militaire. La victoire sur les Hyksôs assura ainsi de larges quantités d'or au pharaon. On retrouve à travers toute l'histoire des victoires « auréolées » : de celle de Trajan, vainqueur des Daces au début du IIe siècle, qui rapporte à Rome un butin faramineux : 180 tonnes d'or et 350 tonnes d'argent (on parle depuis de « l'or des Daces ») jusqu'à celle de Bismarck qui établit le système monétaire de l'Allemagne sur la rançon de 967 tonnes d’or (cinq milliards de francs-or, soit 1 600 tonnes) payée par la France après la défaite de 1871.

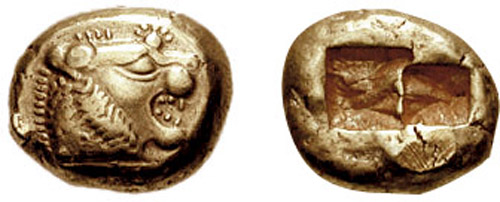
Pièce en électrum de Lydie datée de la fin du.

Durant l'Antiquité, les rois lydiens ont frappé la première monnaie classique de l'histoire, c'est-à-dire des pièces aplaties de forme ronde, à avers et revers de la numismatique traditionnelle, avec ici un motif type de la tête de lion entre le VIIIe siècle av. J.-C. et le VIe siècle av. J.-C., les numismates débattant entre les dates variant de 700 à 550 av. J.-C.. Il s'agissait de pièces en électrum, un alliage naturel d'or et d'argent, ces pièces contenant entre 50 et 60 % d'or : les pièces les plus lourdes, les statères (signifiant « balance » ou « étalon de valeur »), pesaient environ 10,90 g, les fractions de statères avaient des poids et des valeurs diverses, notamment les tiers de statère ou trités qui étaient parfois criblés d'estampilles. L'or sortait du temple et du palais pour servir à l'usage des particuliers. Cet usage se répandit ensuite en Perse, en Grèce centrale, puis dans l'ensemble du monde antique durant la période hellénistique à côté des monnaies d'argent, de bronze et de cuivre de moindre valeur. L'or fut continûment utilisé comme monnaie en Occident jusqu'en 1973, date à laquelle il a été dépouillé de son dernier rôle monétaire, comme monnaie de réserve internationale.
Au VIe siècle, avec la chute de l'Empire romain, la diminution des échanges en mer Méditerranée s'essouffle et l'absence d'exploitation de mines d'or en Europe de l'Ouest, l'approvisionnement en or devient bien plus difficile. Jusqu'alors utilisé pour frapper des pièces, la monnaie commence à se déprécier à partir du VIIe siècle, poussant les différents royaumes à cesser de battre l'or et à se tourner vers l'argent.
L'utilisation religieuse de l'or persiste néanmoins pendant des siècles. L'auréole des saints a pour étymologie aureola, « dorée » en latin. Les Germains enterraient leurs chefs avec une pièce d'or dans la bouche à l'instar des Grecs. Les bijoux en or se retrouvaient principalement dans les hautes classes de la société sur les armes, les fibules, les boucles, les bagues et les sceaux. La vaisselle en or était à la fois un apparat et une réserve monétaire.
Les conquêtes sassanides puis arabes compliquèrent l'accès à l'or pour l'Occident, le bimétallisme or/argent jusqu'alors dominé par la monnaie en or fut dépassé en masse par l'argent vers le VIIIe siècle,. La diffusion de l'or dans le monde occidental connut un renouveau d'abord en Méditerranée au XIe siècle, puis au XIIIe siècle à l'initiative de Venise qui fonda sa fortune sur l'arbitrage entre la forte demande d'argent de l'Orient et la forte demande d'or de l'Occident.
Les taxes de compensation dans les codes germaniques étaient appelées wergeld, le « prix de l'homme ». Les Vikings soumirent les États attaqués à un tribut appelé danegeld, « l'or des Danois ».
De la plus haute Antiquité, en passant par le Moyen Âge et la Renaissance, les alchimistes tentèrent en explorant la chrysopée de créer de l'or à partir d'autres matières comme le plomb ou du mercure. C'est la transmutation des métaux vils en or. Ils pensaient obtenir ce résultat en utilisant la mythique pierre philosophale. En alchimie, le symbole de l'or est un point entouré d'un cercle.

### Apport du Nouveau Monde à l'économie bimétallique
La recherche d'or constitua l'une des raisons de la rapidité de la conquête du continent américain. Ainsi, Hernán Cortés entreprit la conquête de l'Empire aztèque, situé au Mexique notamment pour s’emparer de l’or que possédait l'empereur aztèque. Hernán Cortés envoya une grande quantité de ce précieux métal à Charles Quint, roi d'Espagne, dont une partie sous forme de bijoux, mais la plupart furent fondus pour financer les guerres menées par l’Espagne. Le roi d’Espagne prélevait le quinto real (c'est-à-dire un cinquième de l'or extrait). L'or affluant depuis les mines du Nouveau Monde provoqua la richesse de l'Espagne et du Portugal au début de la période moderne, avant de profiter aux autres États européens qui surent mieux le capter, tels la France et la Grande-Bretagne. À la même époque se diffuse la légende de l’Eldorado.
La découverte et l'exploitation des mines d'argent du Potosi a ruiné l'exploitation coûteuse et technique des mines d'argent européennes, en diminuant le déséquilibre né de l'excès d'or consécutif à la violente conquête américaine.
L'or devient le pilier des politiques monétaires, comme en 1640 sous Louis XIII quand le Louis d'or devient le symbole international des placements refuge, grâce à son inventeur Claude de Bullion (1569–1640), qui donne son nom au marché des métaux précieux de Londres.
Sur l'or a reposé le système de l'étalon-or avant son abrogation par les accords de Bretton Woods, en 1971.

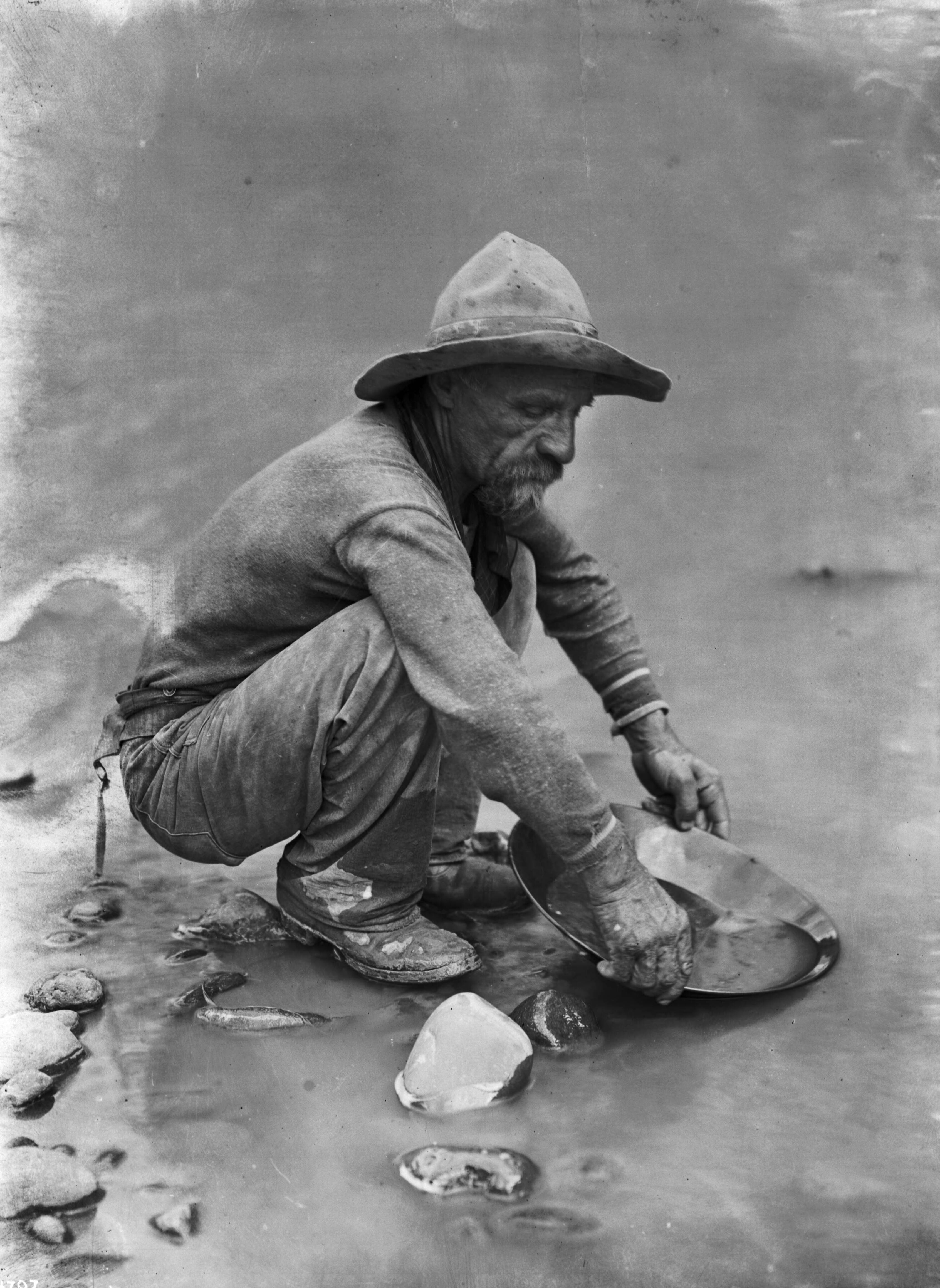
Forty-niner pendant la ruée vers l'or en Californie.

Pour autant, l'or américain reste trop rare, comme le prouve sous Louis XVI l'emballement spéculatif des années 1780 pour les actions de la Banque de Saint-Charles de Madrid, qui profitent de la pénurie de monnaie métallique, au point d'embarrasser le ministre des finances Calonne, qui avait fait racheter par le Trésor royal des actions de cette banque, dont il a été lui-même actionnaire.

### Ruées vers l'or desXVIIIeetXIXesiècles
Les ruées vers l'or (en anglais : gold rush) ont marqué l'histoire planétaire de l'économie monétaire bien après le désenclavement du monde au début des Temps modernes. Les principales sont celles du Brésil des Minas Gerais vers 1725, de la Russie et ses marges de l'Oural en 1750 et de la Sibérie en 1840, de l'Australie en 1840, de la Californie en 1848, de l'Alaska avec le Klondike, ainsi que de l'Afrique du Sud en 1885.
Au milieu du XIXe siècle, une ruée vers l'or se déclare en Californie et contribua pour une part à la conquête de l'Ouest américain et à la croissance démographique et économique de nombreuses villes californiennes, dont San Francisco. Les cités minières construites en des endroits trop reculés furent abandonnées dès que le filon à l'origine de leur richesse vint à se tarir. Ces localités sont devenues des villes fantômes, dont les murs tiennent parfois encore debout, préservés par l'aridité du climat local.

### Aujourd'hui

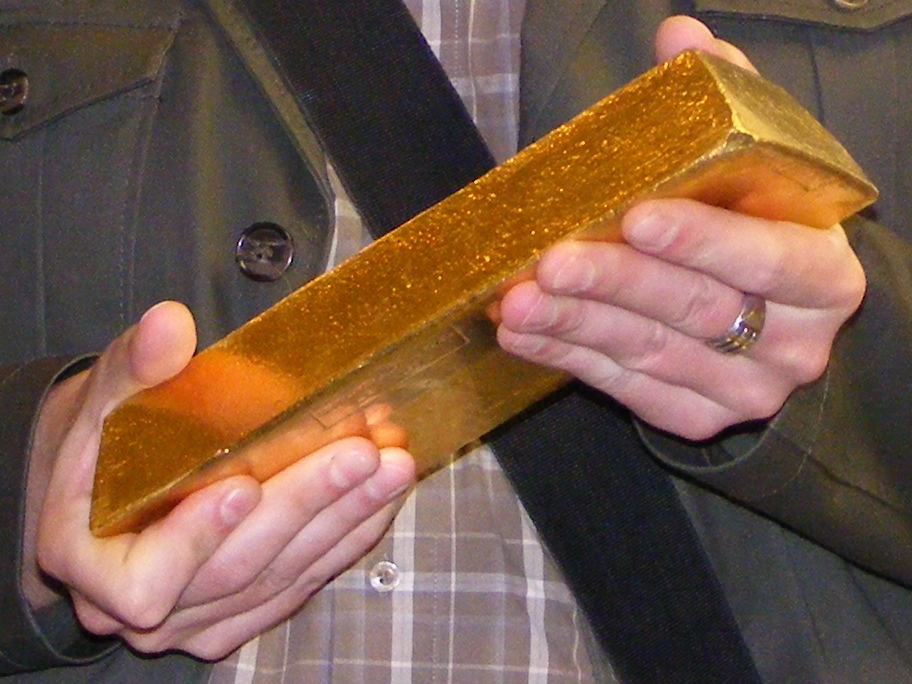
Barre d'or de 400 onces troy, soit près de 12,5 kg.

La première nucléosynthèse artificielle de l'or date de 1941. Elle consista à bombarder du mercure avec des neutrons. Mais les isotopes d'or obtenus étaient tous radioactifs. Le coût de production étant bien plus élevé que le prix de l'or, cette méthode de production n'est pas viable commercialement — les atomes de mercure devant être modifiés un à un.

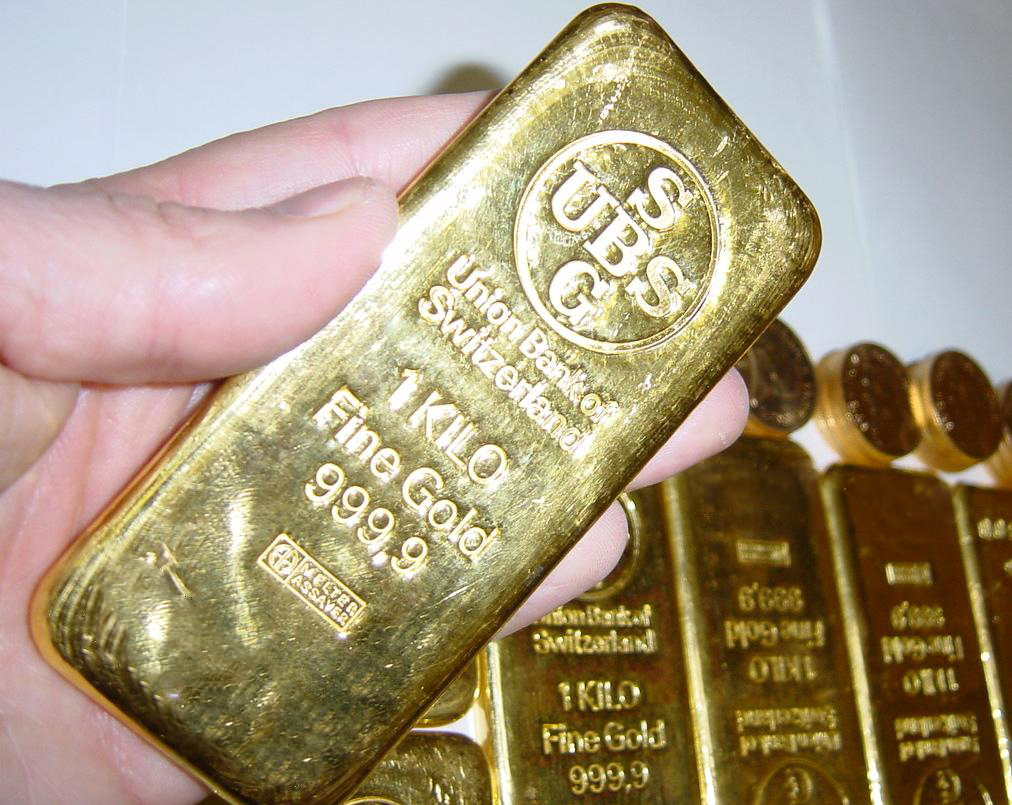
Lingot d'or et Krugerrands.

L'or a servi d'étalon monétaire exclusif (l'étalon-or), d'abord au Royaume-Uni puis dans le monde entier après l'abandon du bimétallisme or-argent dans les années 1870. La guerre de 1914 met fin à ce système qui ne put jamais être remis en place. Avec les accords de Bretton Woods, en 1944, c'est un étalon de change or (Gold Exchange Standard) qui est mis en place. Le dollar est défini en un certain poids d'or et les autres monnaies en dollar. En 1971, les États-Unis suspendirent la convertibilité du dollar en or et en 1976, les accords de la Jamaïque entre les pays du FMI démonétisent l'or qui dès lors n'a plus de rôle monétaire officiel.
L'or est néanmoins resté à titre de précaution dans les réserves des principales banques centrales. La plus grande réserve mondiale d'or monétaire se trouve aux États-Unis, il s'agit de la réserve fédérale de New York (Federal Reserve Bank of New York), pourtant moins célèbre que celle de Fort Knox, dans le Kentucky. En 1995, les réserves d'or dans les banques du monde entier se montaient à environ 910 millions d'onces ce qui représente un cube d'environ 12 mètres d'arête.
L'or conserve un rôle économique non négligeable. Il est coté dans les principales bourses occidentales, New York, Londres, Tokyo. Les transactions qui s'opèrent sur cette valeur, notamment en temps de crise, sont considérées comme un baromètre économique important.
L'or conserve, en outre, ses fonctions artistiques dans les médailles, les bijoux ou la dorure. Ainsi de nombreux ateliers de dorure perpétuent la tradition d'une dorure à la feuille ou au mercure. Un seul gramme d'or peut former dans des mains expertes un fil fin de 3 000 m de longueur et couvrir une superficie de 1 m2 en étant aplati en une feuille d'épaisseur 1⁄15 μm. Cette propriété est possible grâce à l'obtention de lames dont l'épaisseur est inférieure à un dixième de micromètre. L'or s'est également développé dans un rôle technique dans de nombreuses productions, notamment les produits électroniques. Son pouvoir symbolique reste fort : les sports modernes utilisent l'or comme récompense suprême lors des différentes compétitions (médailles d'or aux Jeux olympiques, Ballons d'or en football, etc.). La thésaurisation en or résiste à la démonétisation, et représente une épargne de précaution.

## Isotopes
L'or possède 37 isotopes connus, de nombre de masse entre 169 et 205, et 34 isomères nucléaires. Le seul isotope stable est 197Au, qui constitue donc la totalité de l'or naturellement présent : l'or est mononucléidique et monoisotopique. Depuis que le bismuth est considéré comme n'ayant plus aucun isotope stable (209Bi est très légèrement radioactif), c'est même l'élément monoisotopique le plus lourd.
La masse atomique standard de l'or est ainsi la masse atomique de 197Au, soit 196,966 569(5) u.

## Origine stellaire et présence sur Terre

### Nucléosynthèse stellaire

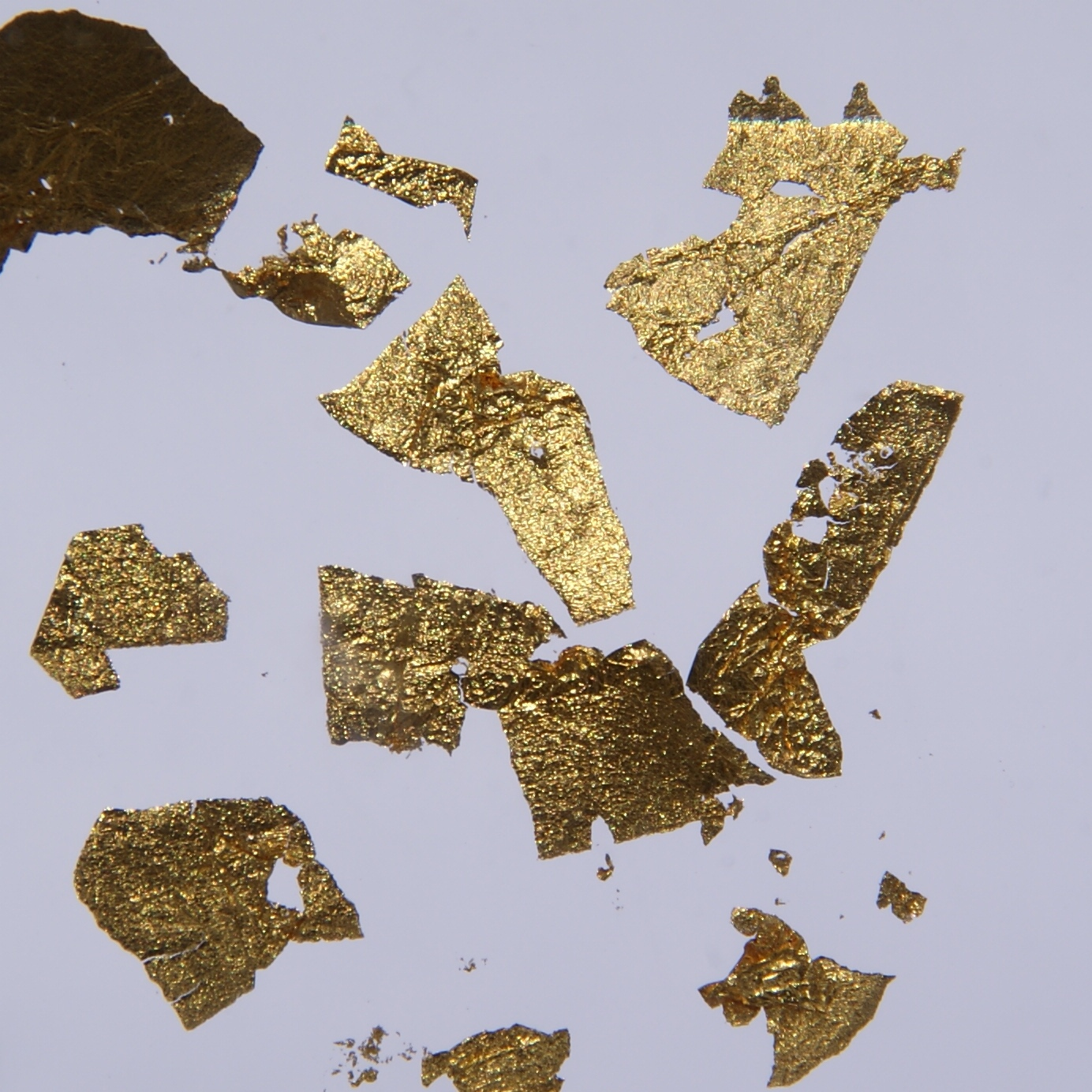
Paillettes d'or.

L'or est issu de la nucléosynthèse stellaire réalisée par des générations successives d'étoiles depuis une douzaine de milliards d'années. En particulier, deux hypothèses expliqueraient la formation d'or, par processus r, au sein des étoiles : le premier lors de l'explosion d'une supernova, le second lors de collisions ou fusions de deux étoiles à neutrons. Une simulation numérique, réalisée en 2011, corrèle l'abondance mesurée des noyaux d'or à la fusion d'étoiles à neutrons et, en 2016, l'étude de la galaxie naine Réticule II amène également à privilégier cette dernière hypothèse par rapport aux supernovas. Toutefois, les collisions d'étoiles à neutron sont extrêmement rares et ne justifient pas à elles seules la quantité d'or connue dans notre galaxie. Depuis 2020, d'autres processus astrophysiques sont envisagés, comme les supernovas magnéto-rotationnelles ou des éruptions géantes de magnétars.

### Répartition sur Terre
L'or étant de nature géochimique nettement sidérophile à l'instar des métaux du groupe du platine, il s'est concentré dans le noyau de la Terre qui contiendrait 98 % de la quantité d'or totale présente sur la planète. Il est ainsi très rare dans la croûte terrestre, le clarke s'élève à 5 mg/tonne. Il s'y accumule là où circulent des fluides chauds issus du manteau. Cependant, certaines études montrent que la concentration en or dans la croûte terrestre est entre cent et mille fois trop élevée par rapport à ce qu'elle devrait être ; l'or présent dans la croûte terrestre proviendrait donc du grand bombardement tardif, qui eut lieu il y a 3,8 à 4 milliards d'années.

### Minéralogie et gîtologie

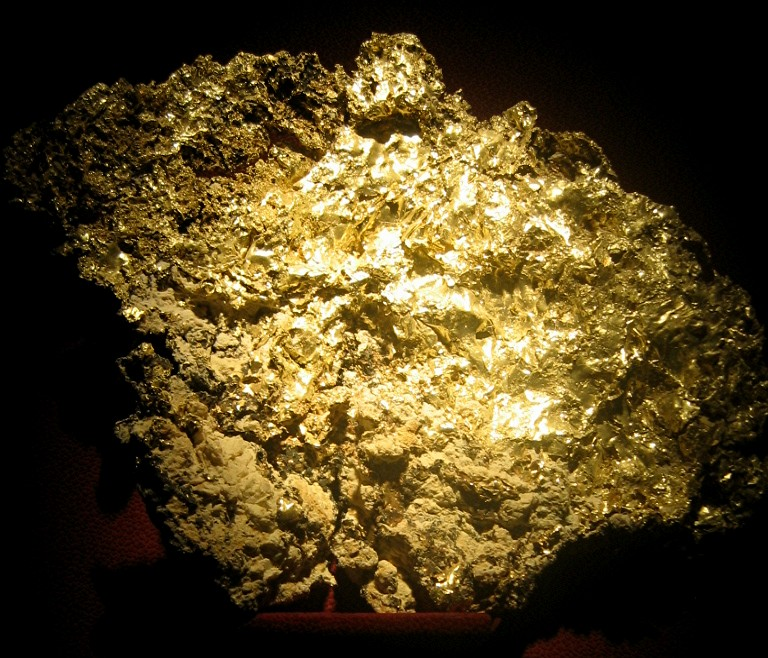
Or natif apparaissant en cristaux lamellaires dans une matrice terreuse. Pièce de 2 kg de taille exposée à la Galerie de Minéralogie et de Géologie de Paris, originaire de la mine de Jamestown, comté Tuolumne, Californie.

En minéralogie, ce métal lourd est le minéral or, de structure cubique compacte (densité avoisinant 19,3), de faible dureté (2,5 à 3), remarquablement malléable et ductile, il est encore souvent nommé or natif. L'or se présente ainsi à l'état natif, exceptionnellement en cubes et octaèdres, mais communément sous forme d'imprégnations de poussière, de granules et paillettes, grains ou encore nettement moins fréquemment de pépites importantes ou en masses informes prises dans une gangue de quartz et de sulfures métalliques. Ces masses diverses peuvent éventuellement avoir été réduites, en poudre ou en paillettes, par érosion mécanique. Sa couleur à reflet métallique brillant est jaune d'or à jaune rouge quand il est très pur, jaune plus pâle du fait de la présence non négligeable d'argent (or argentifère ou électrum)...
Les diverses occurrences typiques à l'état natif sont le filon aurifère et souvent argentifère, l'inclusion et la dispersion dans les roches ultrabasiques et en général dans des massifs de roches magmatiques plutoniques (granites, diorites, granodiorites), les différents dépôts alluvionnaires résultant de l'érosion fluviale des roches mères ci-dessus, sous forme de poudres, de sables aurifères, de grains plus ou moins gros jusqu'à des formes massives de centaines de kilogrammes, en passant par la rare pépite. Les minerais d'or existent, mais ils sont plus rares, ainsi les tellurures comme la calavérite ou krinnerite AuTe2, la sylvanite (Au,Ag)Te2...
L'or est présent dans l'eau de mer, essentiellement sous forme de chlorures, à des teneurs de l'ordre de 10−8 g/cm3.

### Gisements

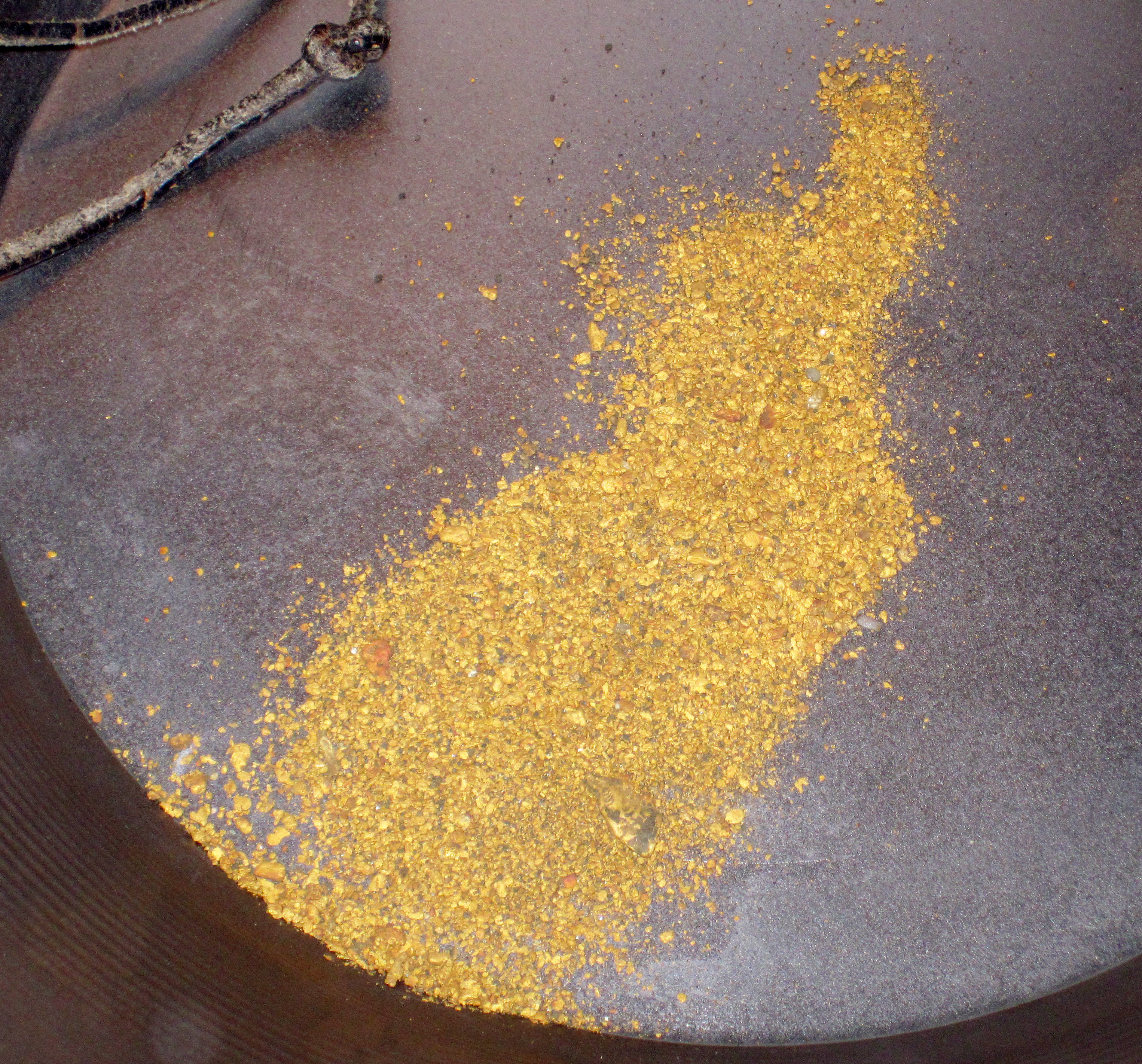
Poussière d'or commune de placer californien, musée d'histoire naturel Draper, Cody, Wyoming.

Pour qu'une zone soit prospectée ou présente un intérêt d'exploitation, il faut que la teneur moyenne de la roche dépasse 1 g par tonne.
L'or est réparti inégalement à la surface de la Terre. Certaines roches ont des taux de concentration en or avoisinant un million de fois la teneur moyenne d'un milligramme par tonne. Plusieurs mécanismes peuvent expliquer cette répartition. Ainsi, l'or orogénétique pourrait se déposer lors de variations de pression provoquées par des séismes, remplissant des failles en formant des filons,. Les sulfures, les chlorures et surtout l'anion radicalaire S–
3 présents dans la croûte terrestre sont également capables de solubiliser l'or en formant des complexes, rendant possible sa mobilisation et sa concentration lorsque les complexes se décomposent (à la suite d'un refroidissement ou par réaction avec une autre roche),,.
La quantité d'or extraite par l'humanité depuis les origines de cette activité est estimée, fin 2010, à 166 000 tonnes, qui pourrait, en guise de métaphore, être représenté par un cube d'environ vingt mètres d'arête, et tenir tout entier sous la tour Eiffel. En 1993, le stock d'or de l'ensemble des banques n'était estimé qu'à un ordre de grandeur de 35 000 tonnes.
Les réserves minières estimées en 2010 s'établissaient à 51 000 t, l'Australie et l'Afrique du Sud s'en partageant 26 %. Longtemps premier producteur mondial d'or derrière l'ensemble de l'Amérique du Nord, l'ancien monde soviétique et l'Australie, l'Afrique du Sud a été détrônée en 2007 par la Chine, qui conforte depuis lors sa première place par la découverte de filons importants, assurant 13,8 % de la production mondiale en 2010, devant l'Australie (10,2 %), les États-Unis (9,2 %), la Russie (7,6 %), l'Afrique du Sud (7,6 %) et le Pérou (6,8 %).

## Corps simple
L'or pur est un métal noble à la fois dense et tendre. Parmi les métaux, il est le plus malléable et le plus ductile. Plus généralement, l'or est l'un des matériaux les plus ductiles connus, pouvant être étiré jusqu'à produire un filament monoatomique.
Ce cristal à réseau cubique à faces centrées est un métal jaune plus ou moins brillant, qui acquiert un grand éclat après polissage. Chimiquement, il est relativement inerte et très stable. En particulier, il ne s'oxyde ni dans l'air, ni dans l'eau dans les conditions normales de température et de pression : le fait qu'il préserve son éclat, perçu comme esthétique par toutes les cultures humaines, lui confère l'essentiel de sa valeur. Il peut néanmoins former de l'oxyde d'or sous haute pression ou en milieu réactif.

### Propriétés physiques

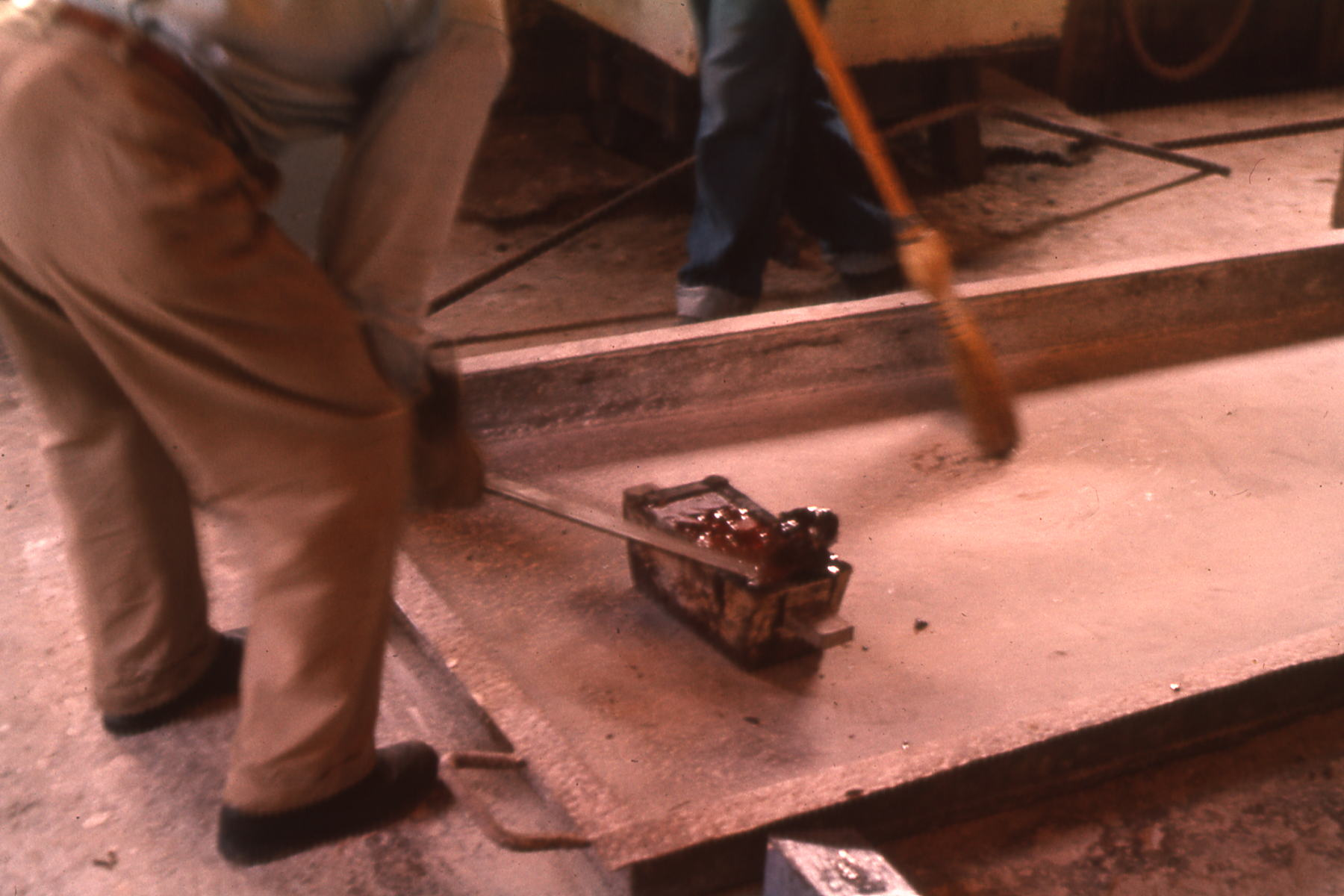
Pesée de lingot d'or vers 1960.

La densité de l'or pur est 19,3. Sa résistivité est de 22 × 10−9 Ω m. L'or est un bon conducteur électrique et thermique, mais sa conductivité électrique (inverse de sa résistivité) n'est environ que 70 % de celle de l'argent.

#### Conductions thermique et électrique

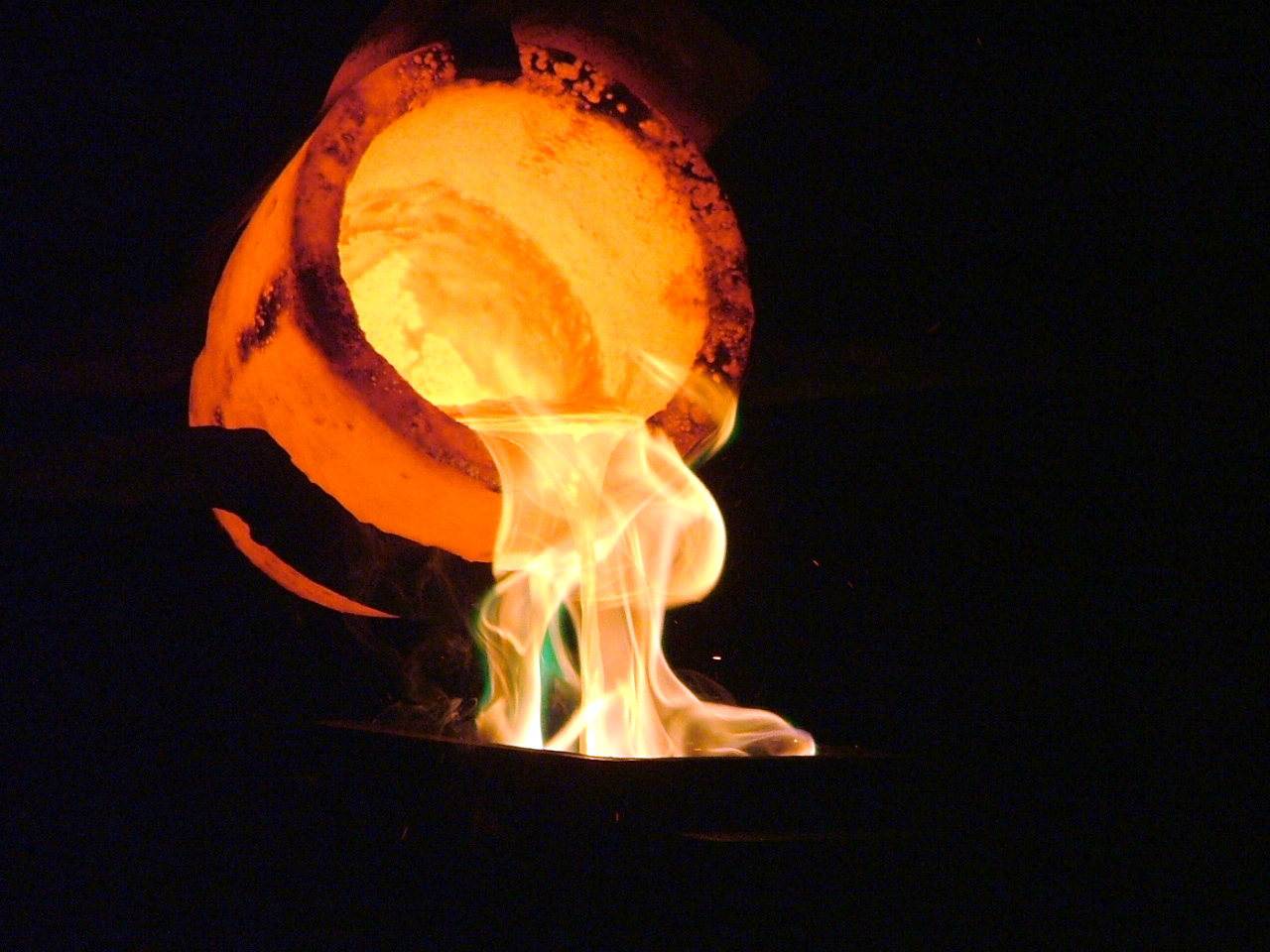
Coulée de l'or en fusion dans une lingotière.

L'or est un excellent conducteur thermique et électrique, mais son coût (lié à sa rareté) limite ses utilisations. Il est le troisième métal le plus conducteur (après l'argent et le cuivre), mais son caractère inoxydable en condition ambiante fait qu'il est utilisé pour les contacts électroniques sous forme de plaquage très mince.
En raison de cette caractéristique, de son inaltérabilité et de sa grande ductilité, il est utilisé pour réaliser des connexions, notamment dans certains composants électroniques, tels que les microprocesseurs.
L'or est également utilisé allié avec du fer dans des thermocouples pour la mesure de températures inférieures à la température ambiante.

#### Couleurs et caractéristiques optiques

Couleur des alliages Ag–Au–Cu, en fonction de leur composition.

Alors que la plupart des autres métaux purs sont gris ou blanc argenté, l'or présente une couleur jaune métallique à reflets complexes, aspect qu'on définit en français comme doré. Cette couleur particulière provient de la densité d'électrons de valence faiblement liés qui forment un « plasma » dans le métal au sein duquel leurs fluctuations sont modélisées au moyen de quasi-particules appelées plasmons : la fréquence de ces fluctuations se situe dans l'ultraviolet pour la plupart des métaux, mais se trouve dans le spectre visible pour l'or en raison d'effets relativistes affectant les orbitales atomiques autour des atomes d'or,. Un effet semblable est responsable des reflets dorés du césium.
Observée en transmission (et non plus en réflexion), une lame ou feuille d'or suffisamment fine pour être translucide présente une couleur bleu-vert par transparence, dans la mesure où les couleurs jaune, orange et rouge sont réfléchies par le métal.
Concrètement, l'or est facilement polissable, il réfléchit fortement les infrarouges.
Des alliages d'or de différentes couleurs sont obtenus en ajoutant des quantités variables d'argent et de cuivre, comme indiqué dans le diagramme ci-contre à gauche. Les alliages contenant du palladium, du platine ou du nickel sont également importants en joaillerie pour produire de l'or blanc ou or gris, bien que l'usage du nickel soit réglementé en France depuis le début du siècle en raison de son caractère allergénique. De façon moins répandue, l'addition de manganèse, d'aluminium, de fer, d'indium et d'autres éléments peut donner des couleurs plus rares destinées à des usages particuliers.

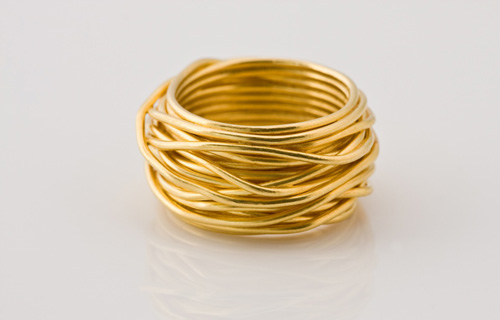
Bobine de fil d'or épais.

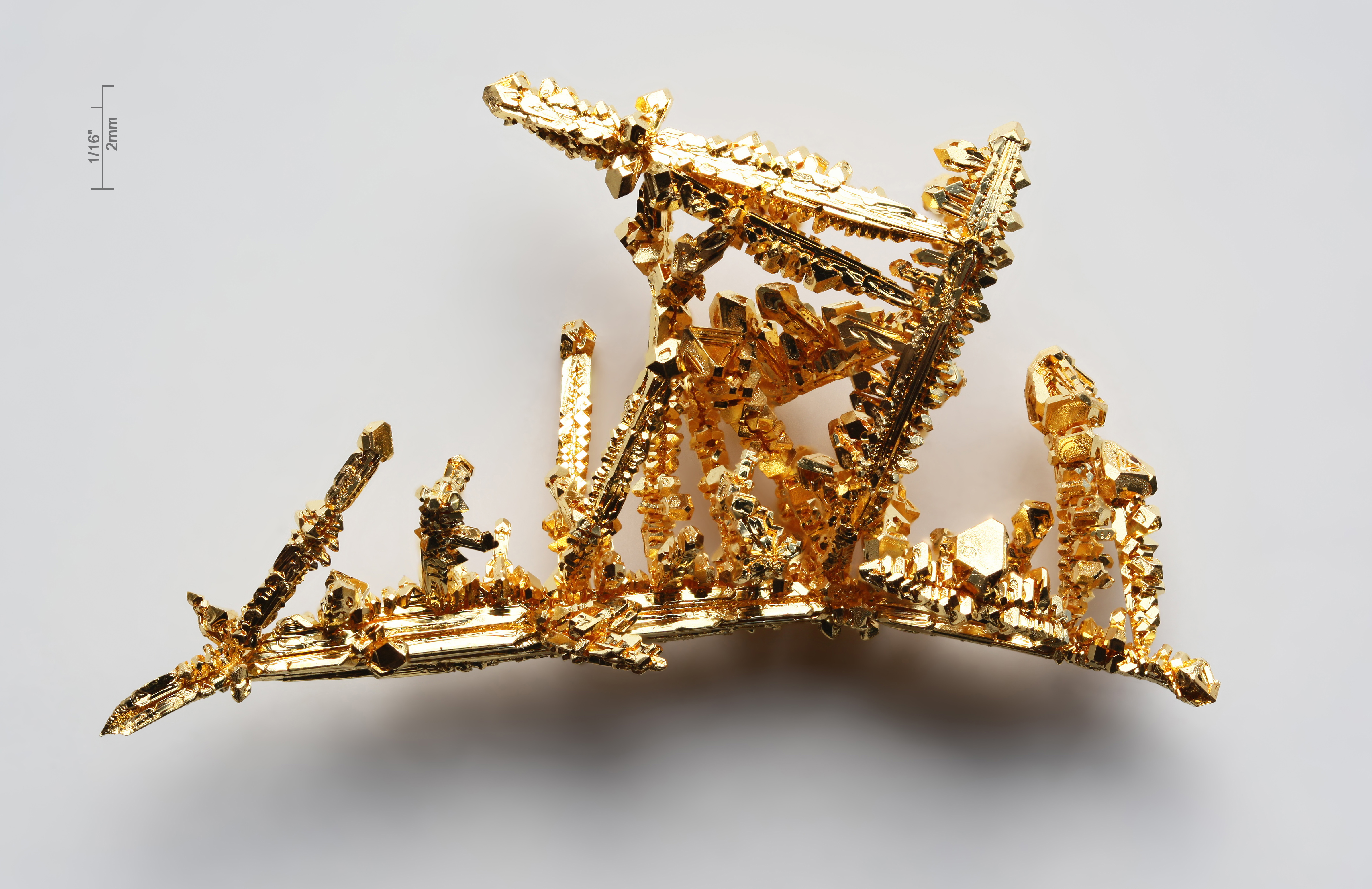
Cristaux d’or artificiels par dépôt chimique en phase vapeur CVD.

#### Propriétés mécaniques
Les atomes d'or sont empilés selon une structure dite « cubique à faces centrées » (CFC). Cette structure cristalline présente beaucoup de plans cristallographiques denses. Or, la déformation plastique se fait par glissement des dislocations dans les plans denses. De manière générale, tous les cristaux cubiques à faces centrées sont ductiles (cas du plomb, de l'aluminium...). La malléabilité de l'or est telle qu'avec une once (~31,10 g) d'or fin, il est possible d'obtenir une feuille de 8 m2 (réduction à ~0,2 µm d'épaisseur).
L'or « pur » se déforme facilement à froid, par martelage ou par étirement (tréfilage, laminage), il se cisèle aisément. Il a de ce fait été utilisé très tôt pour fabriquer des bijoux et ornements, sous forme de fines feuilles d'or obtenue par laminage pour « plaquer » des objets, sous forme de fil d'or, simple fil textile de décoration ou fil ultrafin obtenu par tréfilage. Par exemple, à Paris, le dôme des Invalides est doré à la feuille. En revanche, n'ayant qu'une faible tenue mécanique, il n'a pas été utilisé pur pour faire des outils.
Un réseau cristallin d’atomes d’or chauffé à des températures dépassant un milliard de degrés ne fond pas mais au contraire devient plus résistant. Il voit son point de fusion augmenter temporairement. Ce paradoxe prédit théoriquement a été observé expérimentalement.

### Alliages

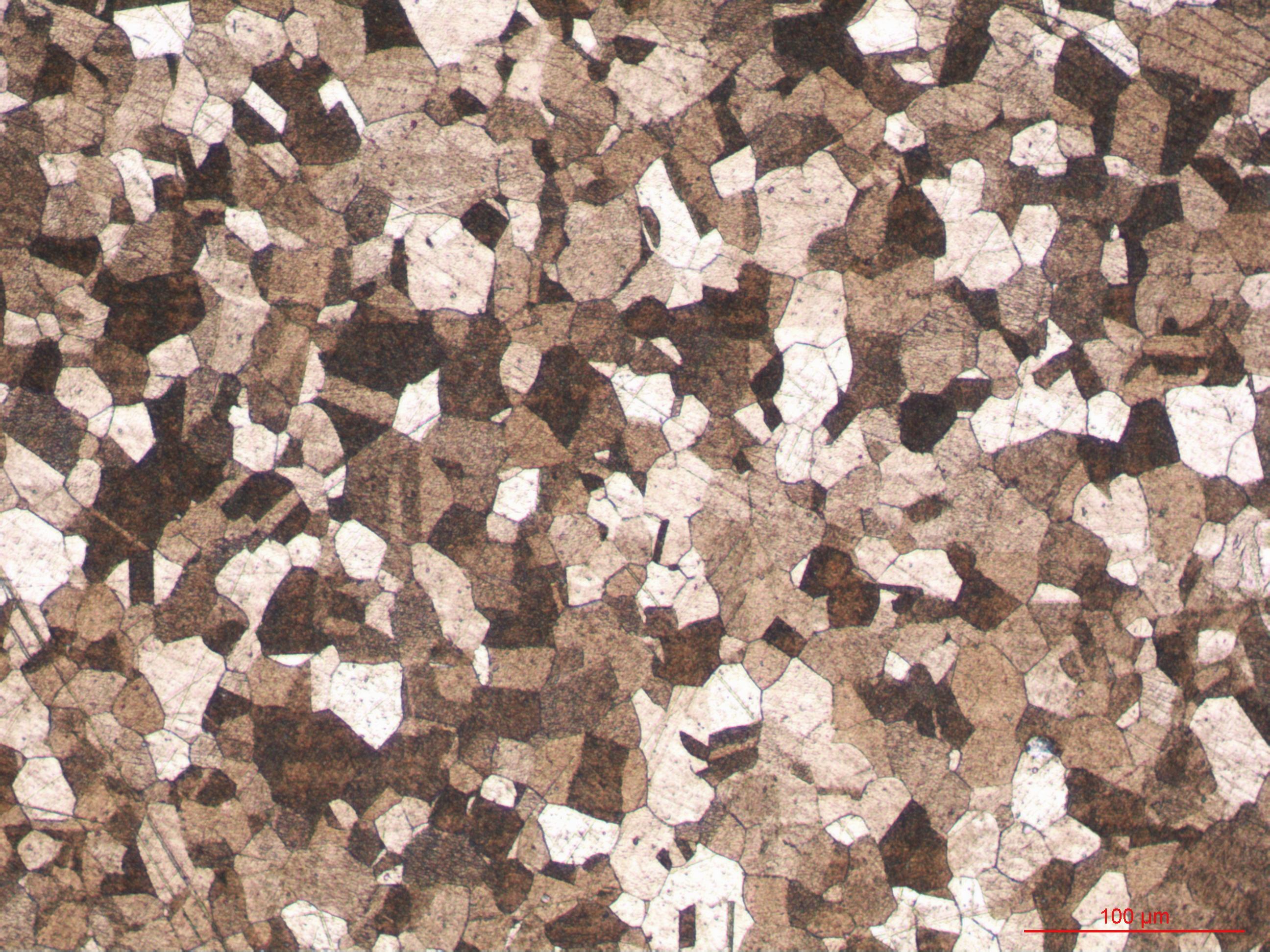
Métallographie de la microstructure d'un or gris.

L'or de joaillerie, c’est-à-dire mélangé à un ou plusieurs autres métaux pour augmenter sa rigidité, peut présenter des teintes blanches (or blanc) ou rouges (or rouge) selon le type d'alliage qui le constitue (argent, pour former l'electrum, ou cuivre). L'argent et le cuivre sont les deux principaux métaux utilisés en alliage avec l'or, mais il y a également le platine, le nickel, le zinc ou encore le manganèse. Le standard des proportions varie d'un pays à l'autre, les États-Unis ou la Grèce utilisant l'or dit « à 14 carats », contenant 585 ‰ d'or. En France, « lorsqu'il s'agit de produits contenant de l'or, du platine, de l'argent ou du palladium, l'indication du prix doit être accompagnée de l'indication du métal précieux utilisé et de son titre exprimé en millièmes » ; précédemment, une distinction était faite entre « or » [18 carats (750 ‰) ou plus] et « alliage d’or » [moins de 18 carats (750 ‰)].
Pour de l'or 18 carats :
- l’or jaune est en principe constitué de 75 % d'or, de 12,5 % d'argent et de 12,5 % de cuivre ;
- l’or rose est normalement composé de 75 % d'or, de 20 % de cuivre et de 5 % d'argent ;
- l’or gris comporte habituellement 75 % d'or, de l'argent et parfois du palladium ;
- l’or blanc de joaillerie est un terme souvent utilisé pour parler de l'or gris. En France et en Europe, le nickel (qui entrait autrefois dans sa composition) est maintenant réglementé, car source d'allergies. L'or blanc est donc recouvert d'une fine couche de rhodium (or « rhodié »), qui disparaît avec le temps, redonnant une couleur gris-jaune à l'or (il est en général possible de faire un nouveau bain de rhodium chez un bijoutier, pour quelques dizaines d'euros) ;
- l'or bleu est un alliage d'or et de fer. Un traitement thermique oxyde les atomes de fer à la surface du métal et lui donne sa couleur azur.
- autres alliages possibles : or et platine (saumon), or et zinc (jaune-vert), or, argent et cadmium (vert), or et aluminium (violet pourpre)[48].

Pour la dorure à la feuille, l'alliage doit rester le plus mou possible. Quelques exemples de compositions :

- l'or jaune est composé de 980 ‰ d'or, de 10 ‰ d'argent et de 10 ‰ de cuivre. Il peut être « pur » ;
- l'or rouge est composé de 945 ‰ d'or et de 55 ‰ de cuivre ;
- l'or ½ jaune est composé de 915 ‰ d'or, de 60 ‰ d'argent et de 25 ‰ de cuivre ;
- l'or citron est composé de 945 ‰ d'or et de 55 ‰ d'argent ;
- l'or gris est composé de 750 ‰ d'or, 150 ‰ de palladium et de 100 ‰ d'argent ;
- l'or blanc français est composé de 200 ‰ d'or et de 800 ‰ d'argent. Ailleurs en Europe, il est à 500 ‰, allié à 500 ‰ d'argent ;

- l'or noir est constitué d'or blanc recouvert d'une couche de ruthénium ou de rhodium[49].

Chaque batteur d'or a ses alliages propres qui s'écartent légèrement de ces standards.

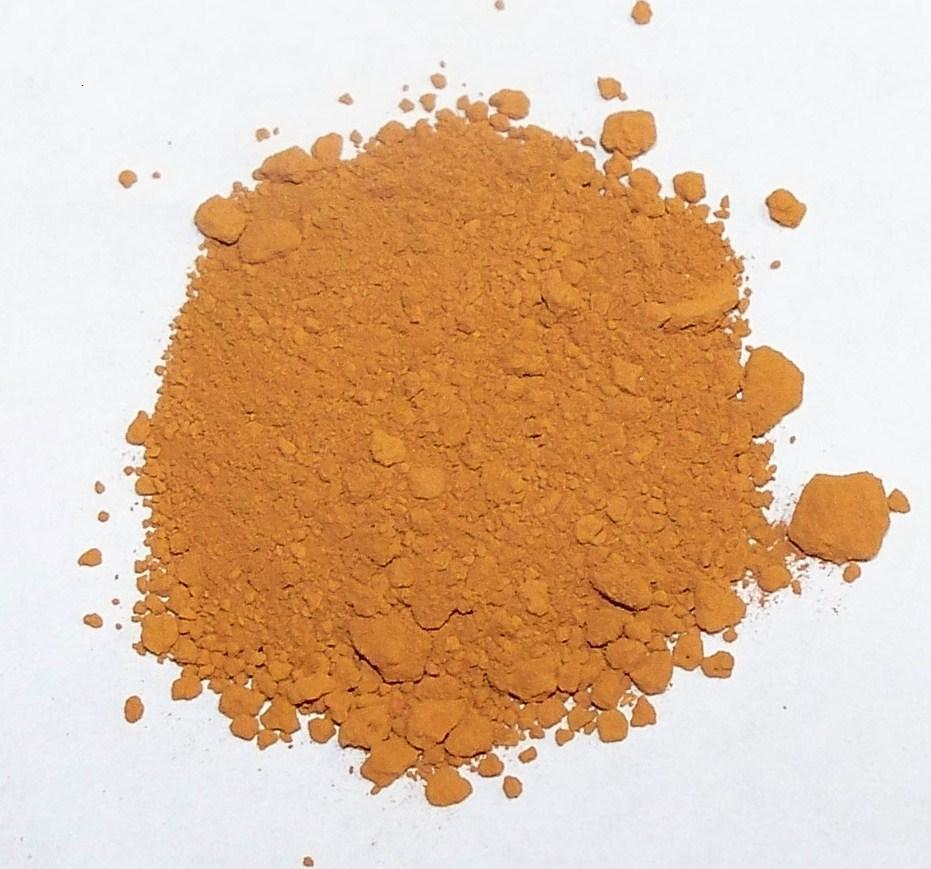
Or raffiné précipité par le procédé à l'eau régale.

De 1980 à nos jours, l'or utilisé dans les circuits électroniques des ordinateurs et téléphones portables est recyclé sous la forme de lingots, alliages d'or d'une teneur de 5 %.

### Propriétés chimiques
À l'air, l'or métallique de s'altère pas, à quelque température que ce soit : sa relative inertie chimique le protège des attaques du dioxygène.
L'or résiste à l'action isolée des acides, ainsi qu'à de nombreux autres produits chimiques dont les bains d'alcalins fondus (en l'absence d'oxydants). Il est toutefois dissous par le mercure et l'eau régale, ainsi que par le cyanure. On peut graver l'or avec une solution de triiodure de potassium.
L'or est attaqué par le chlore gazeux, par les cyanures alcalins, par l'eau régale, voire par l'acide sulfurique concentré en présence d'un oxydant. Les trois premières réactions s'expliquent par la stabilité relative des complexes d'or obtenus (complexes des chlorures et cyanures d'or) ; ces complexes sont cependant assez instables, ils se décomposent par simple chauffage sous hotte.

## Chimie de l'élément, composés
L'or étant un métal noble, son nombre d'oxydation le plus commun est 0. Cependant, il peut former de nombreux composés, dans lesquels son nombre d'oxydation peut varier de −I à +V. AuI et AuIII sont majoritaires, tandis que Au−I, AuII et AuV sont beaucoup plus rares. Dans la plupart des composés où l'or semble avoir le nombre d'oxydation +II, il est en fait présent dans les états I et III. Par exemple, le chlorure AuCl2 est en fait le tétramère AuI2AuIII2Cl8 (sa couleur sombre provient des échanges de charge entre AuI et AuIII). On ne connaît AuV que dans le pentafluorure AuF5 et, en solution, dans l'anion AuF6−.

### Ion aureux
L'ion aureux Au(I) se rencontre sur des ligands doux tels que les thioéthers, les thiolates ou les phosphines tertiaires. Ses composés sont généralement linéaires.
Lors du traitement des sables aurifères par cyanuration, l'or est solubilisé sous forme du complexe dicyanoaurate Au(CN)2−, dans lequel se retrouve Au(I).
Le dicyanoaurate de potassium K[Au(CN)2] est un sel incolore, soluble dans l'eau et très toxique. Il est obtenu par dissolution anodique de l'or dans une solution de cyanure de potassium. Il sert pour les bains de dorures galvaniques, utilisés aussi bien en bijouterie qu'en industrie du matériel électrique.
Les complexes aqueux de l'ion aureux sont rares. Les halogénures d'or binaires, comme AuCl, forment des chaînes polymères en zigzag, de nouveau propres à la coordination linéaire de Au(I). La plupart des médicaments à base d'or sont des dérivés de l'ion monovalent Au(I).
L'ion Au+ a la particularité également d'interagir avec lui-même pour former des assemblages polymériques comme dans Au(CN)2− par l'intermédiaire d'interactions métal-métal, appelée alors aurophiliques. Cette particularité est notamment utilisée en chimie supramoléculaire pour la conception de matériaux photoluminescents, une propriété photo-physique associée à ce type d'interaction.

### Ion aurique

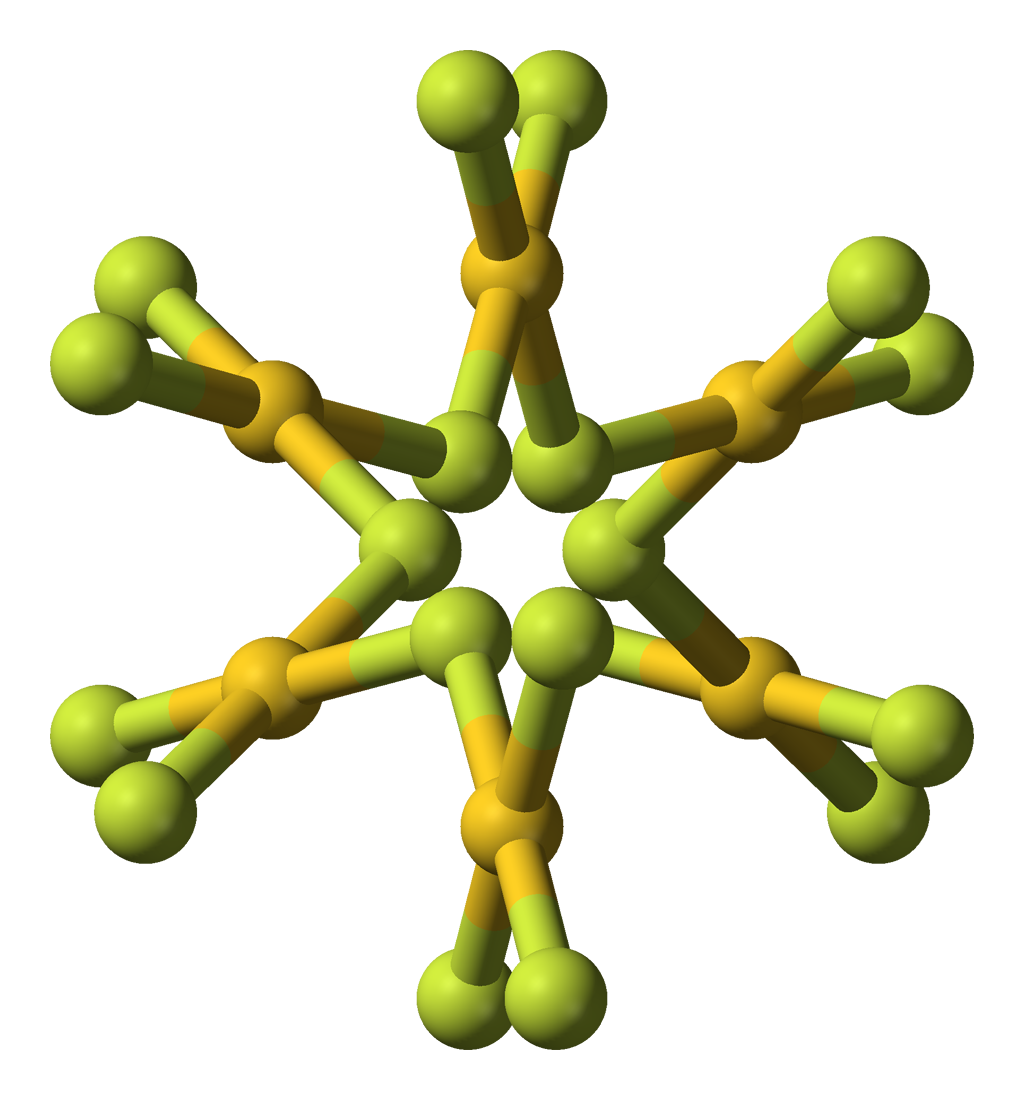
Modèle structurel simplifié de la spirale observable par cristallographie X dans le trifluorure d'or AuF_{3}.

L'autre forme courante de l'or oxydé est l'ion aurique Au(III). Il entre, par exemple, dans la composition du chlorure d'or(III), AuCl3. Son dérivé est l'acide chloraurique, HAuCl4, qui se forme quand l'or se dissout dans l'eau régale. Les complexes auriques sont typiquement configurés en carré plat, comme la plupart des composés avec une configuration électronique d8.
Sa détection chimique qualitative peut être effectuée par la pourpre de Cassius, un composé d'absorption rouge intense à base d'or colloïdal de couleur pourpre. Elle met en scène un sel ou composé aurique, contenant l'ion Au3+ et chlorure d'étain à base stœchiométrique d'ion stanneux Sn2+ et de 2 ions chlorures Cl−.
Cette réaction, qui illustre la propension de l'or à revenir à l'état d'oxydation zéro ou élémentaire ou Au0, peut s'écrire de manière spécifique :
2 Au3+ ions solvatés en milieu aqueux + 3 Sn2+aqueux + 18 H2O eau liquide, en excès → 2 Au précipité colloïdal d'or rouge intense + 3 SnO2 poudre blanche et colloïdale de dioxyde d'étain + 12 H3O+aqueux
La détection peut être quantitative en mettant en œuvre des méthodes de spectroscopie d'absorption.

### États d'oxydation moins communs: Au(-I), Au(II) et Au(V)
Fondu avec du césium, l'or forme de l'aurure de césium CsAu qui n'est pas un alliage, mais un composé ionique. L'atome d'or Au forme alors un ion négatif monochargé. Les propriétés de l'aurure sont similaires à celles d'un halogénure. Par exemple, CsAu cristallise dans le motif du chlorure de césium. Parmi les autres aurures, on compte ceux de rubidium, de potassium et de tétraméthylammonium (CH3)4N+.
Les composés de l'or(II) sont généralement diamagnétiques et présentent des liaisons Au-Au. C'est le cas dans [Au(CH2)2P(C6H5)2]2Cl2. Un complexe remarquable de Au(II), le complexe tétraxénon-or(II), contient le xénon comme ligand : [AuXe4](Sb2F11)2.
Le pentaflurorure d'or est l'unique exemple d'Au(V), l'état d'oxydation le plus élevé pour cet élément.

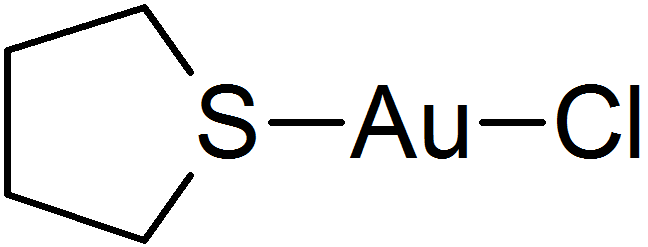
Complexe de chlorure et de tétrahydrothiophène d'or.

Dans quelques composés de l'or apparaissent des liaisons aurophiles, qui décrivent l'interaction réciproque d'ions or à une distance trop longue pour constituer une liaison Au-Au covalente, mais plus courte que pour les forces de Van der Waals. La liaison aurophile est comparable à une liaison hydrogène en termes de force.

### Principaux composés

#### Oxyde d'or
Des oxydes d'or comme Au2O3 peuvent être synthétisés sous de fortes pressions (plusieurs milliers d'atmosphères) ou dans un environnement réactif (en présence de dioxyde d'azote, d'ozone ou d'oxygène atomique).

## Usages
L'or relativement stable est utilisé pour la dorure ou placage-recouvrement à la feuille traditionnelle, le fil d'or textile... Les techniques d'électrolyse ont parfois remplacé ce travail manuel, ainsi les placages électrolytiques pour divers contacts électriques ou les cartes enfichables d'ordinateurs, la dorure des miroirs de précision...
L'or est utilisé comme réfléchissant IR dans le vitrage en glace sans tain, les divers réflecteurs IR, de façon à assurer la conservation de la chaleur en hiver ou la réflexion de la chaleur en été, ou sur les panneaux réfléchissants de modules spatiaux.

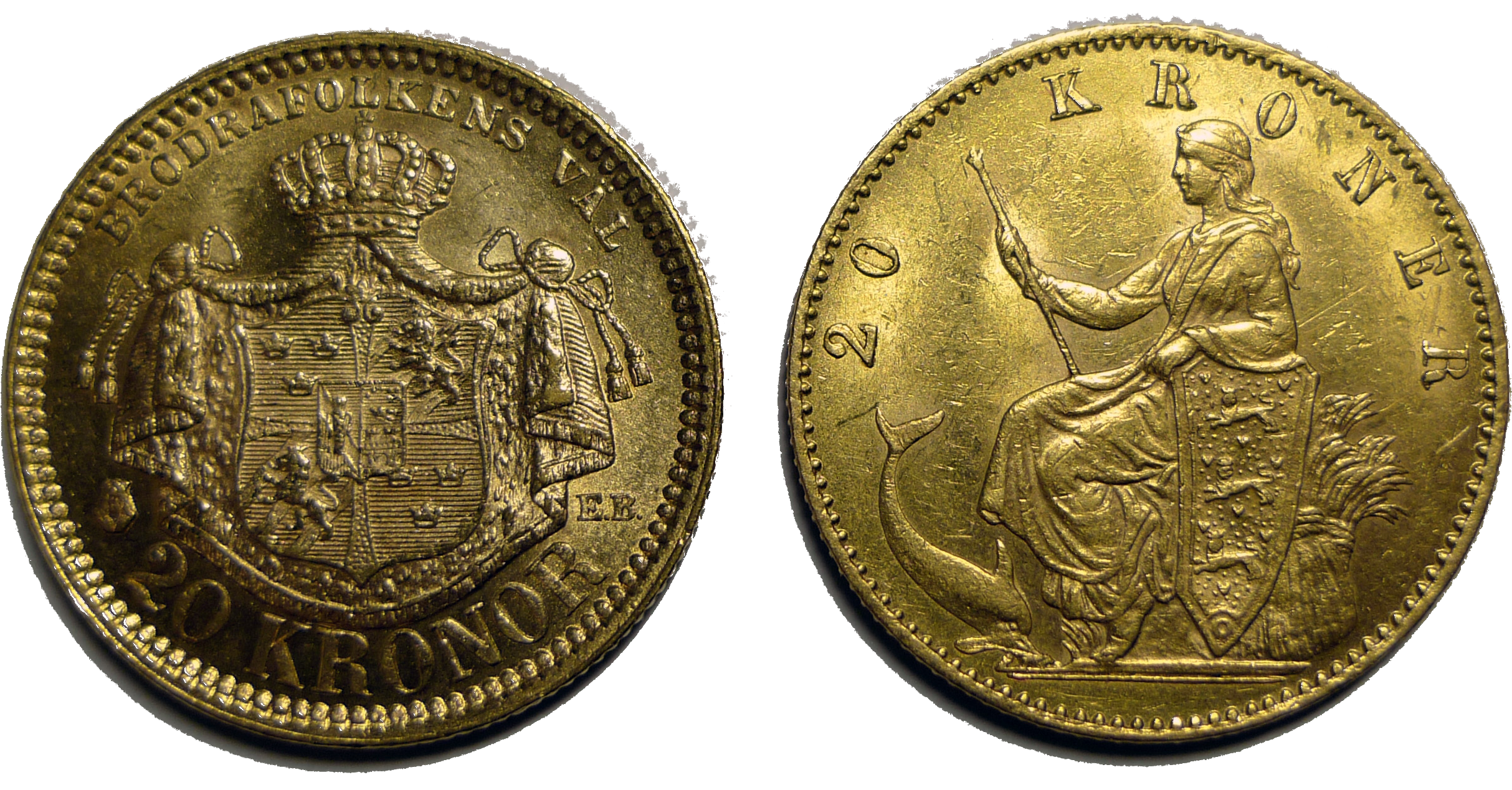
Deux pièces d'or de vingt couronnes, du temps de l'union monétaire scandinave.

Les alliages sont communs en bijouterie et joaillerie. Allié avec l'argent, le cuivre ou parfois les platinoïdes, il peut constituer la matière des prothèses dentaires de luxe, de monnaies et médailles... Dans les années 1990, la moitié de l'or produit servait à la fabrication d'objets d'art ou de luxe (cuisine), de bijoux.
Il est encore parfois utilisé dans l'équipement scientifique, dans certains ustensiles de chimie.
Dans le domaine médical, il sert sous forme d'alliages spécifiques comme prothèses en dentisterie (dents en or). À l'état métal et/ou de composés, il a été ou peut encore être employé comme médicament.
Une grande majorité de l'or disponible (environ 68 % selon le World Gold Council) est ainsi employée dans l'orfèvrerie et la bijouterie. Un peu moins de 20 % sert à la production de pièces et de lingots, qui sont achetés par les banques, en compensation des émissions de monnaie, et par les particuliers (tout particulièrement en Inde où cette forme de placement est privilégiée). Enfin, environ 14 % sert dans différents domaines industriels : dentisterie, électronique. Dans ce dernier secteur, l'or est utilisé pour ses capacités d'inaltérabilité et de bonne conductivité électrique, par exemple pour réaliser des contacts électriques inoxydables, notamment dans les microprocesseurs.

### Art et artisanat

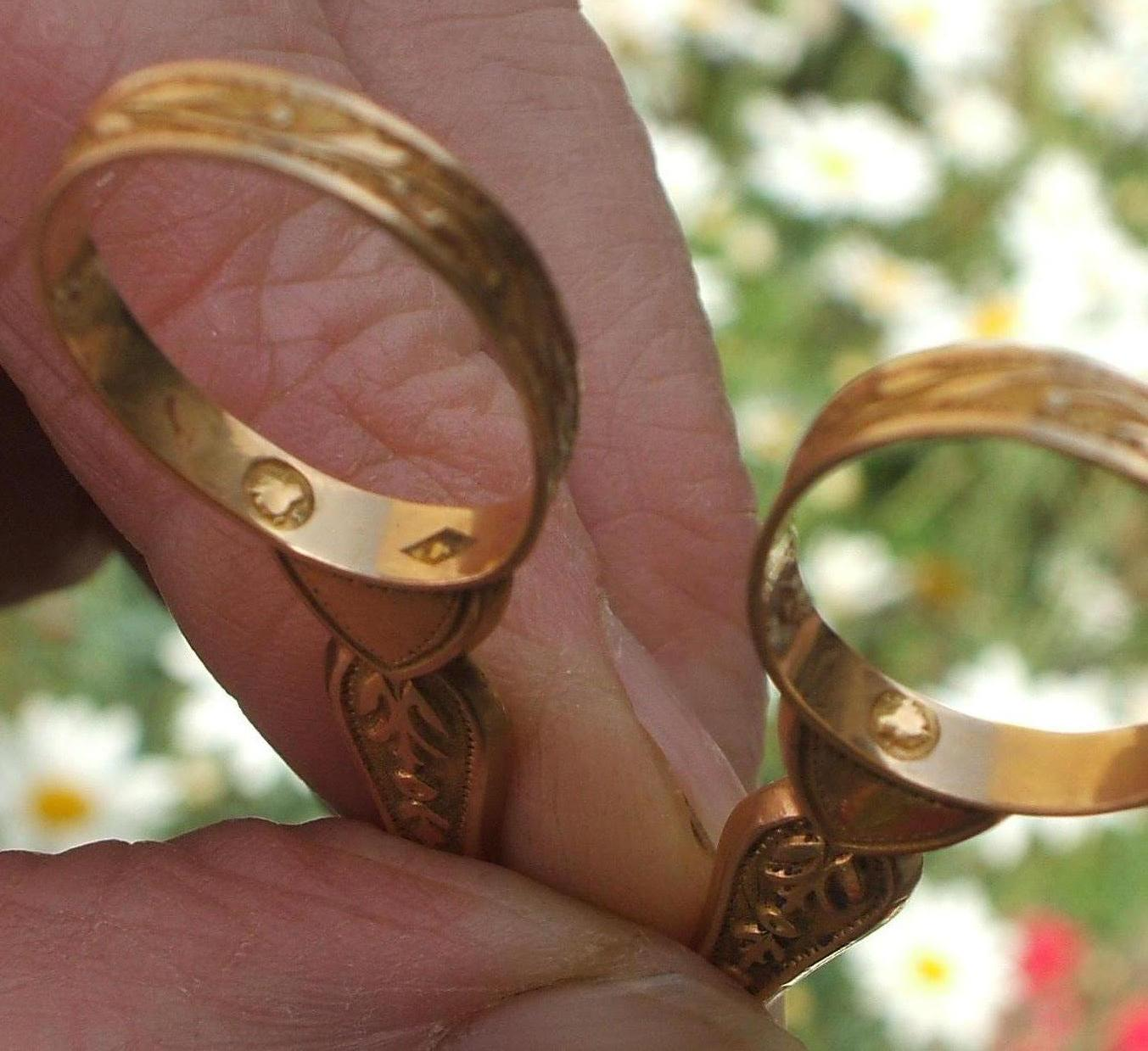
Poinçon de l'or.

L'or est principalement utilisé pour la bijouterie (environ 70 % de l'or dans le monde en 1990). De plus, environ 2,7 kt d'or ont été travaillées pour la bijouterie, en 1995.
L'or « pur » a été utilisé dans certains bijoux asiatiques, qui ont donc la particularité d'être déformables (ce qui oblige à se limiter à des formes simples : bracelets en torsades, par exemple). L'or pur reste cependant peu utilisé en joaillerie ; afin d'obtenir une meilleure tenue mécanique ainsi que des couleurs originales, il est allié par exemple à l'argent et au cuivre (or jaune, or rose), au cuivre (or rouge), à l'argent (or blanc).
En orfèvrerie, l'argent recouvert d'or s'appelle le vermeil.
L'or est ainsi utilisé pour créer des bijoux, des médailles, des objets de luxe (montre, stylo).
Il peut également être utilisé par des ateliers de dorure ornementale sous forme de feuilles pour dorer les boiseries, les livres travaillés par les enlumineurs, les ferronneries par un procédé de dorure au mercure ; ainsi que les bonbons en chocolat en Occident et les gâteaux en Inde.
Le pourcentage d'or dans le métal s'appelle le « titre ». Depuis très longtemps, il peut faire l'objet d'une garantie (de l'État au XXIe siècle) grâce à un poinçon qui indique le titre de l'alliage utilisé. Les orfèvres l'évaluent grossièrement grâce à la pierre de touche.
En France, le marquage des bijoux en or est obligatoire depuis le 9 novembre 1797 par l'apposition de poinçons (sauf si l'objet est trop petit pour recevoir le poinçon). Deux poinçons sont utilisés : le premier, appelé « poinçon d'État », indique le titre ; le second, en forme de losange, est celui du fabricant, il est appelé « poinçon de Maître ». Le poinçon d'État actuel est une tête d'aigle pour l'or massif à 18 carats, et un hippocampe pour 24 carats.
Les carats correspondent à des 1/24e parties d'or de la masse totale d'un alliage et peuvent être convertis par un calcul simple en pourcentage massique d'or compris dans le métal.
| Carats    | 24    | 22    | 20    | 18    | 16    | 14    | 12    | 10    | 8     | 6     | 4    | 2    | 0 |
| % or      | 99,99 | 91,67 | 83,34 | 75,01 | 66,68 | 58,35 | 50,02 | 41,69 | 33,36 | 25,03 | 16,7 | 8,37 | 0 |
| Millièmes | 999   | 917   | 833   | 750   | 667   | 584   | 500   | 417   | 337   | 250   | 167  | 84   | 0 |

En 1982, la Monnaie royale canadienne a été la première institution au monde à produire des monnaies d'or au titre de 999,9 ‰. Depuis 1997, il est possible de purifier l'or jusqu'à un degré de pureté appelé « 5-9 » : 999,99 ‰ pur. Afin de célébrer cet accomplissement, l'organisme a aussi créé la plus grosse pièce au monde, la pièce d'un million de dollars, fabriquée entièrement d'or 5-9.

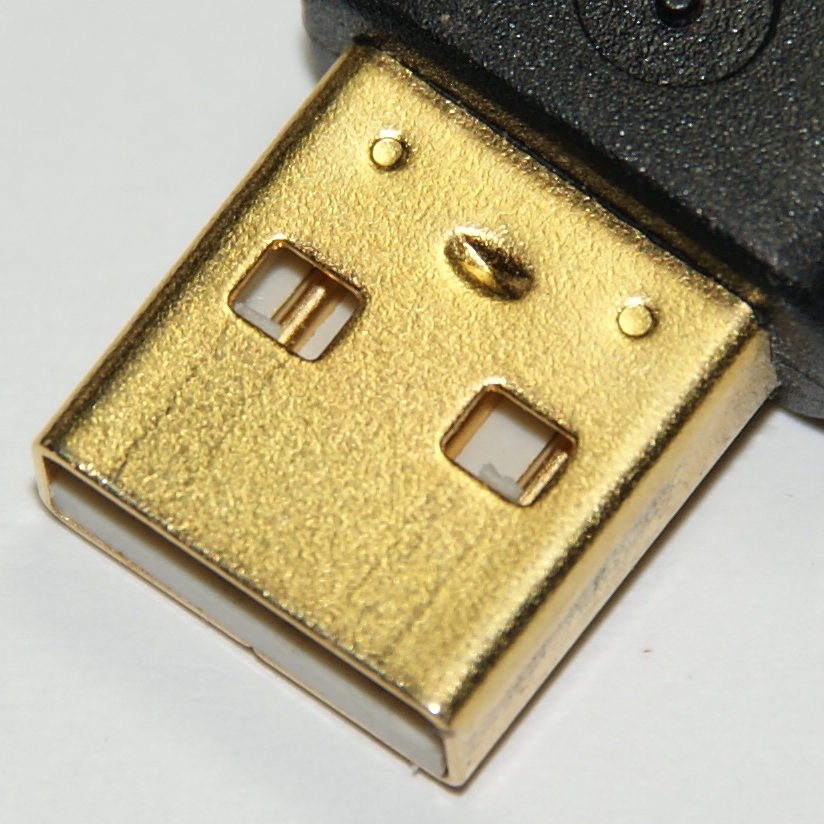
Connexion or dans les composants électriques et microélectronique de sécurité.

En France, la pièce de 100 euros (la « Semeuse cinétique » de Joaquin Jimenez) est en or 5-9.

### Industrie

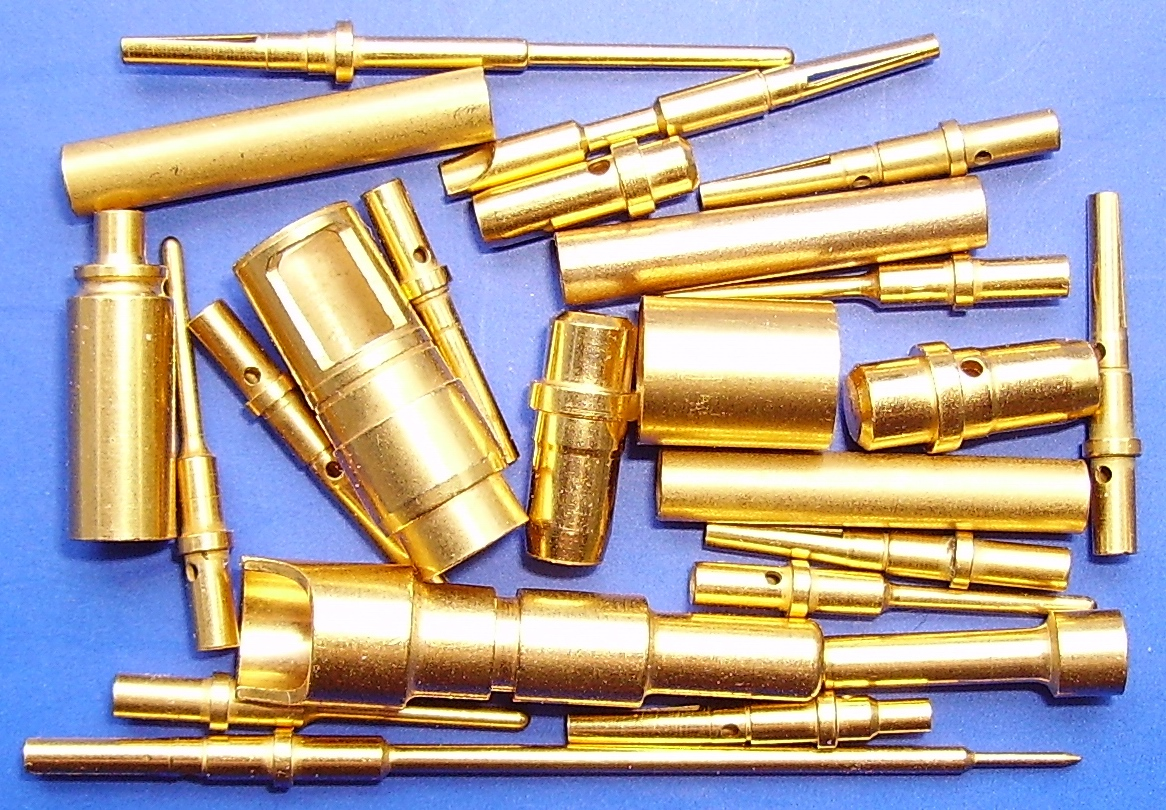
Connecteurs électriques dorés.

Ce métal est recherché par l'industrie à cause de son inaltérabilité et de sa bonne conductivité électrique et thermique.
Il est utilisé en connectique et en électronique, afin de réaliser des contacts électriques inoxydables.
De nos jours, l'or est fréquemment utilisé dans les techniques de pointe et particulièrement dans la fabrication des microprocesseurs (environ 2 € d'or dans un Pentium Pro).
L'industrie électronique utilisait 318 t annuellement en 2003.
L'ensemble des appareils électroniques et informatiques usagés dans le monde représente un gisement de taille : à partir d'une tonne de vieux téléphones portables, il est possible de récupérer environ 230 g d'or.
Il est également utilisé pour opacifier des organes optiques dans le cadre de techniques spatiales, et comme catalyseur dans des piles à combustible.

### Médecine
Sur le plan médical, la dentisterie consommait 67 t d'or par an.

L'or a été - et reste, pour qui accepte de faire face à la dépense - un substitut nettement supérieur aux amalgames pour les occlusions dentaires, mais demande l'emploi d'une technique différente des classiques « plombages » : ce sont les inlays.
En médecine, certains dérivés organiques de l'or, dits « sels d'or » sont parfois utilisés dans le traitement de certaines affections en rhumatologie (chrysothérapie).
La feuille d'or ou d'argent a été utilisée comme enrobage des pilules, notamment les plus amères.
L'élixir d'or est une ancienne préparation pharmaceutique qui fut utilisée au XVIIIe siècle. Cet élixir a porté de nombreux noms différents et sa composition, d'abord tenue secrète, a varié au cours des époques et des préparateurs. Il s'agissait vraisemblablement à l'origine d'une préparation à base d'or, sous différentes formes chimiques, or colloïdal (de couleur pourpre) ou solution de chlorure aurique (de couleur jaune). Par la suite, le perchlorure de fer (FeCl3), également de couleur jaune, a remplacé le chlorure d'or dans la préparation de l'élixir.

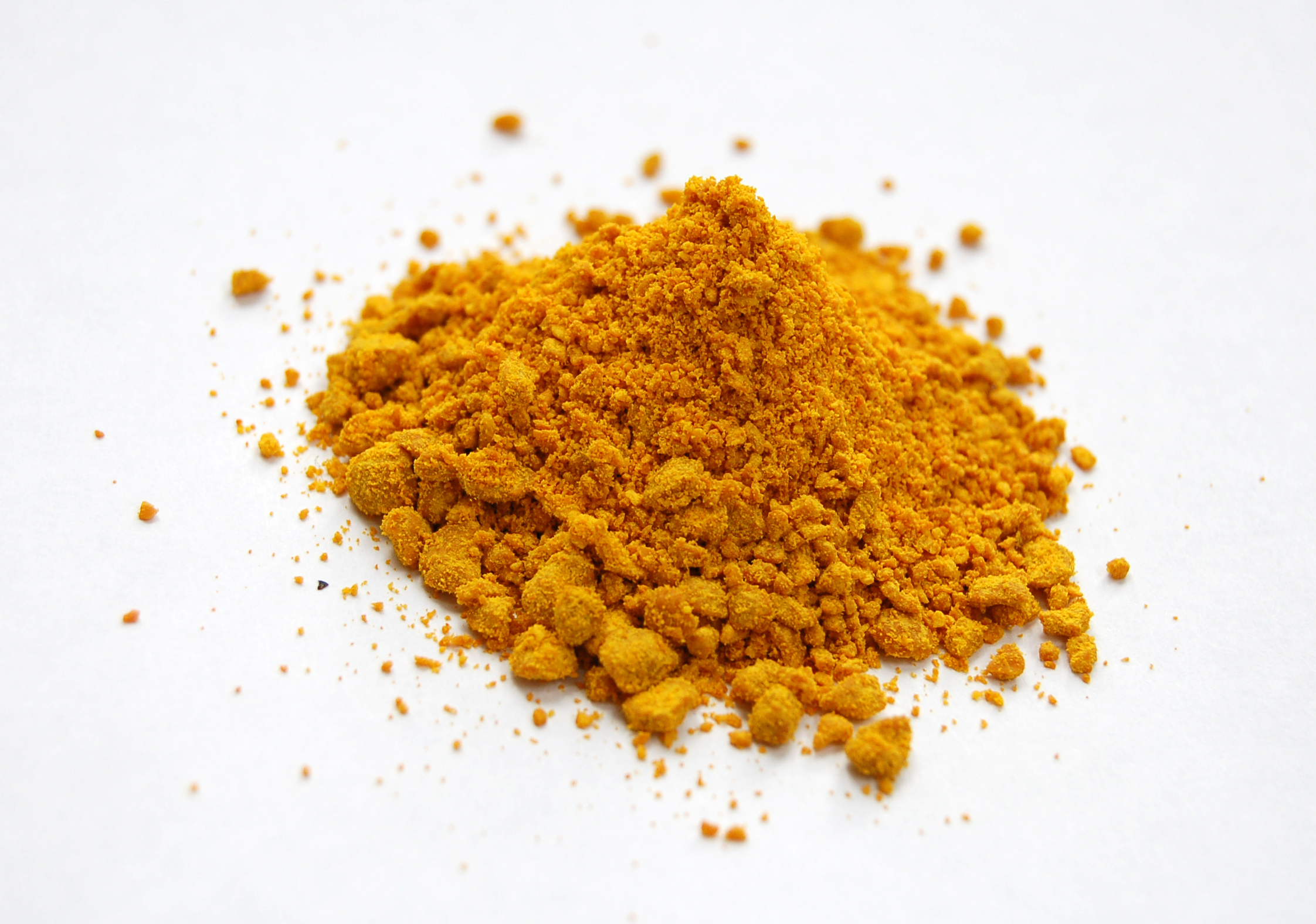
Un échantillon de perchlorure de fer à l'état cristallin. La couleur de ce sel explique le nom de l'élixir d'or, qui en est une solution aqueuse.

On attribue son invention, en 1728, au diplomate Alexis Bestoujev-Rioumine, Grand chancelier impérial de Russie sous Élisabeth Ire. Le secret de sa fabrication fut vendu par le préparateur de Bestoujev au général La Motte. Ce dernier, après avoir modifié la formule originale de l'élixir (vraisemblablement en diminuant sa teneur en or, peut-être même en supprimant totalement ce métal qu'il remplaça par le perchlorure de fer), l'introduisit et le commercialisa en France à un prix très élevé, ce qui fit sa fortune.
Particulièrement populaire à Paris sous le règne de Louis XV, la variété d'élixir d'or vendue par La Motte était administrée dans des indications thérapeutiques très larges sous forme de gouttes de deux sortes différentes : gouttes jaunes et gouttes blanches, d'où le nom donné aux gouttes du général La Motte d'« élixir d'or et blanc ».
Historiquement, l'or a été un composant d'un « élixir de jeunesse » et a pu contribuer au décès de Diane de Poitiers par surdosage.

### Alimentation
L'or alimentaire « comestible » peut être utilisé en pâtisserie ou dans la gastronomie de luxe. Le plus souvent sous forme de poudre ou de feuille très fine, il est inerte et traverse l'appareil digestif sans être digéré (à la manière des fibres alimentaires, résistantes à la digestion). Son innocuité n'est cependant pas prouvée. Il est autorisé notamment par l'Union européenne et les États-Unis pour la décoration alimentaire, où cet additif porte le code E175. L'usage peut en être limité à certains aliments, avec des quantités maximales fixées par la réglementation.

### Monnaie
Jusqu'en 1914 et le début de la Première Guerre mondiale, dans une période de stabilité monétaire dominée par la livre sterling avec une parité fixe des principales monnaies, l'or sert d'étalon monétaire. Chaque banque centrale doit pouvoir fournir aux porteurs qui le désirent l'équivalent en or de leurs liquidités. Cette période prend fin avec la guerre de 1914. Cependant, l'âge d'or de l'étalon-or n'a pas totalement disparu. Même si son importance dans les échanges entre particuliers a baissé (la quantité d'or utilisée comme intermédiaire d'échange dans le secteur secondaire correspondrait au un dixième des gisements annuels vers la fin du siècle dernier). De plus, l'or est resté une monnaie d'échange sur le plan international (les réserves d'or des banques sont estimées à 60 % de la production annuelle à la fin des années 1980[réf. nécessaire]). À la même époque, le tiers de la production annuelle est gardé sous forme de bas de laine par les particuliers (i.e, les ménages). S'ensuit une période d’instabilité des taux de change qui culminera avec les difficultés de la crise de 1929.

### Réserve monétaire
Les banques centrales possèdent environ le quart du stock d'or mondial, à savoir 28 554 tonnes en décembre 2003 par l'association mondiale des producteurs d'or :
| Banque centrale                                     | 1948   | 2004   |
| --------------------------------------------------- | ------ | ------ |
| Réserve fédérale des États-Unis                     | 21 700 | 8 100  |
| Banque d'Angleterre                                 | 1 400  | 312    |
| Banque nationale suisse                             | 1 200  | 1 350  |
| Banque de France                                    | 487    | 2 451  |
| Banque du Japon                                     |        | 765    |
| Banque fédérale d'Allemagne                         |        | 3 400  |
| Banque populaire de Chine                           |        | 600    |
| Banque centrale de Russie                           |        | ~ 400  |
| Banque centrale du Portugal                         |        | ~ 382  |
| Banque de réserve de l'Inde                         |        | ~ 350  |
| Banque centrale du Venezuela                        |        | ~ 350  |
| Banque du Liban                                     |        | 286    |
| Banque d'Algérie                                    |        | 205    |
| Ensemble de l'Union européenne                      |        | 12 700 |
| Banque des règlements internationaux                |        | 208    |
| Total banques centrales mondiales                   | 30 200 | 31 400 |
| Chiffres du Conseil mondial de l'Or 2004, en tonnes |        |        |

Le président de la GATA (en), William J. Murphy III, déclare que la moitié des réserves d'or détenues par les banques centrales aurait disparu : « Nous pensons que la quantité d'or qui s'y trouve réellement est proche de 15 000 tonnes. ».

## Santé

### Toxicité
L'or est utilisé comme bijou en contact avec la peau depuis plusieurs millénaires, sans problème de santé apparent.
Il l'est aussi par la médecine en raison de sa faible propension à l'oxydation pour la fabrication de prothèses dentaires (ou dans certaines prothèses cardiaques) ou via certains sels pour combattre la neuroinflammation (par exemple après un AVC ou un traumatisme crânien), mais avec des effets indésirables possibles, particulièrement au niveau des reins (néphrotoxicité) quand il est dispersé sous forme d'ions dans l'organisme.
Sous forme métallique, il a longtemps été réputé biologiquement tout à fait inerte et non-allergène, mais peut-être à tort, des allergies de contact ont pu être étudiées au début des années 1990 en réaction au thiosulfate de sodium d'or (un lixiviant qui peut remplacer le cyanure pour l'extraction de l'or), cette allergie (à un sel et non à l'or métallique pur) semblant même fréquente.
Les tests cutanés confirmaient une réaction, mais sa nature réellement allergique a d'abord été mise en question (s'agissait-il d'une véritable allergie de contact, ou d'une dermatite indirectement liée à l'or ?)
Puis de nombreux cas d'allergie de contact (ou à la suite d'un traitement oral homéopathique à base d'or[Information douteuse]) (Trichlorure d'or, bien que moins allergène que le thiosulfate) ont été constatés.
Cette allergie peut être confirmée par des tests épicutanés à base de sels d'or et le fait qu'elle disparaisse quand la dent en or est retirée. Elle est souvent trouvée chez des personnes victimes d'eczéma et portant une ou plusieurs prothèses dentaires en or,, ou en alliage d'or ou parfois de bijoux en or (mais avec une corrélation non statistiquement significative dans le cas des seuls bijoux), ce qui laisse supposer que l'or, au moins dans la bouche pourrait aussi être un métal sensibilisant (hypothèse controversée,) ou qu'il existe un co-sensibilisant). Cette allergie est fréquemment révélée par des tests chez les porteurs de dents en or atteints de stomatitides non spécifiques, de réactions lichénoïdes ou présentant simplement des « symptômes « subjectifs » de la cavité buccale ». Il a été constaté que « la quantité d'or dentaire est corrélée qualitativement et quantitativement à la concentration sanguine de l'or, mais le cas échéant les effets de l'or circulant dans le sang ne sont pas connus ». Au moins un cas de dermatite de contact a aussi été signalé à la suite de l'utilisation d'une encre de tatouage à base d'or.

### Nanoparticules
Elles peuvent être produites de différentes façon,, et ont des propriétés physicochimiques différentes de l'or massif, encore mal connues. Ces nanoparticules peuvent être utilisées comme catalyseur, pour leurs propriétés optiques, pour d'autres usages,, dans des secteurs aussi variés qu'en médecine, en cosmétique, ou encore dans le domaine des emballages, et peuvent se retrouver dans l'environnement et notamment dans les sédiments ou le sol.
On a montré que des organismes vivants tels que les vers de terre pouvaient se contaminer et le bioconcentrer en mangeant un sol ou des sédiments en contenant. Après 28 jours d'exposition à un substrat (sédiment) contenant 50 mg AuNPs/kg de sédiment (ps), la bioaccumulation dans les vers de terre Eisenia fetida atteignait 1,4 ± 0,2 mg/g (pf). De plus, un article scientifique paru dans Nature Communications début 2021 montre la propension de nanoparticules d’or à remonter la chaîne alimentaire et à s’accumuler dans les organismes aquatiques (plus particulièrement dans le cerveau de poissons).
En mars 2021, le Comité scientifique pour la sécurité des consommateurs (SCCS) a rendu un avis sur les risques liés à l’utilisation de nanoparticules d’or en cosmétique; sur la base de la littérature scientifique, le SCCS conclut qu’il y a lieu de s’inquiéter du fait que l’utilisation de matériaux en or (nano), en or colloïdal (nano) et en or modifié en surface (nano) dans les produits cosmétiques puisse présenter un risque pour la santé humaine,.

## Méthodes de production
L’extraction de l’or comprend les étapes d’exploration, de forage, d’étude géologique, d’extraction, de raffinage initial et de livraison de l’or à une raffinerie.

### Extraction minière et concentration

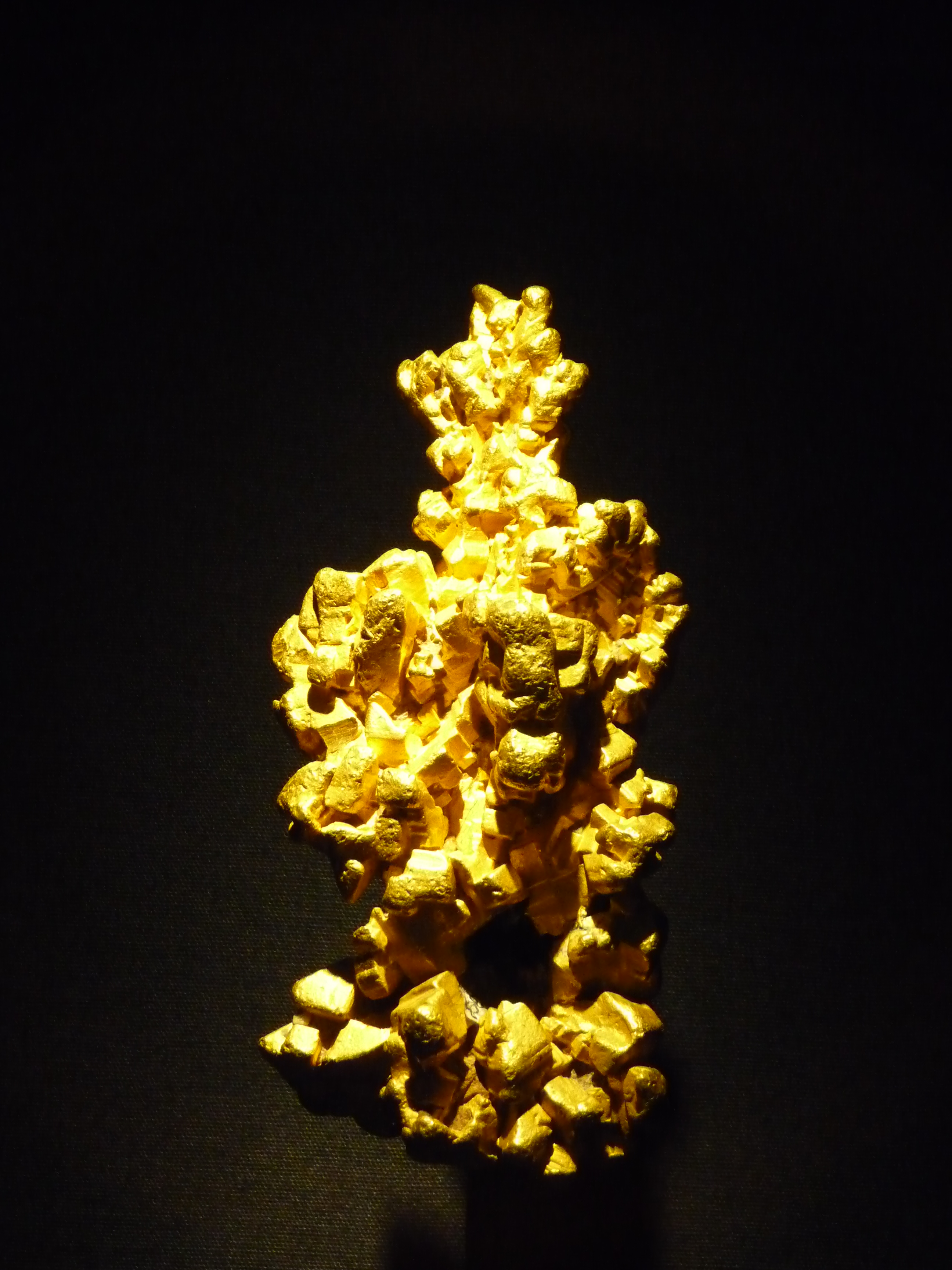
La pépite Latrobe, un des plus grands groupes de cristaux d'or cubiques connus dans le monde, pesant 717 g (Natural History Museum, Londres).

L'extraction de l'or est découpée en plusieurs phases :
- extraction minière du minerai ou conglomérat minier aurifère ;
- concentration de l'or, par gravitation ou par émission de mousse ;
- lixiviation (lessivage) à l'aide de cyanure ;
- suppression du mercure par précipitation (traitement de Merrill-Crowe, adsorption par le carbone ou électrolyse) ;
- suppression du fer par traitement à l'acide nitrique ;
- la fusion ;
- divers procédés d'extraction d'or résiduel en solution (dans des effluents miniers ou industriels) sont testés depuis quelques décennies ; par bioconcentration, ou mieux encore par biosorption par exemple à partir de nécromasse d'Azolla filiculoides (petite fougère flottante) ; dans ce dernier cas, on a dépassé 99 % de rendement dans les meilleures conditions[91],[92]. Antérieurement on avait testé une nécromasse algale[93] pour différents types d’or dissous[94], comme biosorbant[95],[96]. En faisant passer de l’eau contenant de l’or dissous sur un lit d’azolla préalablement récoltée dans la nature, lavée à l’eau distillée, puis séchée à 37 °C, la biomasse d’azolla s'est montrée capable de « capturer » et de fixer de 86 à 100 % de l'or (III) présent dans une solution qui en contenait initialement de 2 à 10 mg/l[91]. Dans ce cas, la concentration initiale en or était de 8 mg/l et 5 g d’Azolla filiculoides séchée étaient ajoutée par litre de solution (le milieu étant remué par un agitateur). Les auteurs ont conclu que l'azolla séchée est un « Biosorbant » très efficace, puisqu'il présente un « pouvoir séquestrant » dépassant celui des coûteuses et polluantes résines échangeuses d'ions disponibles dans le commerce ou celui du charbon de bois activé[91].

### Orpaillage
L'orpaillage est l'exploitation de gisements alluvionnaires nommés « placers » en anglais, caractérisé par des dépôt de particules d'or dans le lit des cours d'eau. Le lavage des sables ou agglomérats aurifères pour obtenir des paillettes (ou pailles comme le nom orpaillage l'indique) grâce à une simple séparation gravimétrique est attesté depuis le IIIe siècle dans le monde celte. Il pouvait être amélioré par un concassage de minerai, un mélange du produit fin avec l'eau avant le procédé de lixiviation, par exemple en écoulement sur un plan incliné.
Aujourd'hui, cette séparation emploie par exemple un tapis roulant en caoutchouc, possédant des traverses finement rainurées, qui arrêtent et fixent les fines particules d'or plus dense sous le flux d'eau.
À ce stade, il existe deux procédés différents de concentration avant l'affinage de l'or proprement dit. Il s'agit de l'amalgamation à rendement assez faible ou la cyanuration, voie chimique plus efficace. L'utilisation du mercure pour amalgamer l'or peut avoir de graves conséquences écologiques et sanitaires, du fait de la grande toxicité du mercure.
En Guyane, les opérations Anaconda et Harpie visent à combattre l'orpaillage illégal.

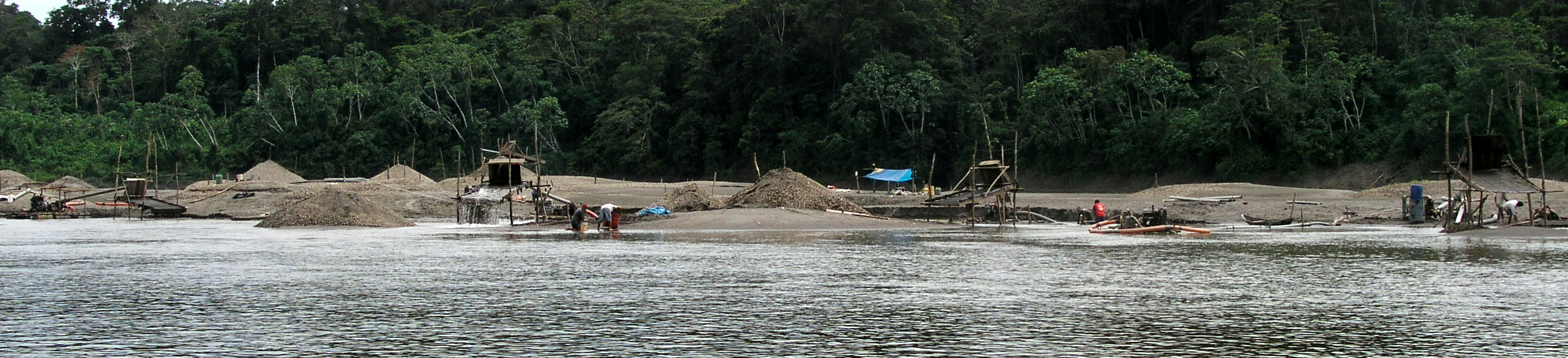
Installations de chercheurs d'or brésiliens le long du Rio Santiago, Condorcanqui, Amazonas, Pérou.

#### Amalgamation
Les paillettes ou minerai aurifère sélectionné glisse sur un plateau de cuivre dont les surfaces sont couvertes du corps simple liquide mercure. L'or forme un amalgame ou simplement s'amalgame avec le mercure, ce qui en permet l'extraction de sa gangue minérale en éliminant les restes avec l'eau. Après grattage de l'amalgame d'or et de mercure, celui-ci est chauffé dans des cornues à 600 °C, le mercure soumis à une distillation s'évapore et l'or se dépose en reliquat de cornue.
Le rendement de ce processus d'alliage n'est que de 70 %.

#### Cyanuration
Le minerai est tout d’abord concassé et broyé, mélangé sous air comprimé et/ou passé dans une unité de flottation fournissant un concentré et des résidus mis en terril (haldes) contenant de l’or et d’autres métaux.
Le traitement du concentré est effectué par cyanuration qui consiste à dissoudre le minerai dans une solution, éventuellement recyclé et/ou dilué, de cyanures alcalins. L'or colloïdal est ensuite précipité, par ajout par exemple de la poudre de zinc qui joue un rôle de réactif électrochimique, puis filtré. Voici la réaction globale :
4 Au dispersé en poussières avec impuretés + 8 NaCNaqueux + O2 gaz oxygène (air) + 2 H2O eau liquide, en excès → 4 Na[Au(CN)2]complexe dicyanoaurate de sodium + 4 NaOH aqueux soude cautique
avec
2 Na[Au(CN)2]complexe dicyanoaurate de sodium + Zn0 poudre de zinc métal → Au précipité colloïdal d'or (rouge à jaune brillant) + Na2[Zn(CN)4]complexe substitué tétracyanozincate de sodium
Ce procédé pourrait être un jour remplacé par l'extraction de l'or du minerai brut, ou sa récupération dans les éléments électroniques mis au rebut, par le procédé découvert par Zhichang Liu de l'équipe de James Fraser Stoddart (chimiste à la Northwestern University) et auteur principal de l'étude publiée le 14 mai 2013 dans la revue Nature Communications. Il a mélangé le contenu de deux tubes à essai : l'un contenait de l'alpha-cyclodextrine, l'autre une solution contenant de l'or, et obtenu ainsi des minuscules aiguilles dans le mélange, constituées par un assemblage de quelque 4 000 nano-fils d'ions d'or, maintenus par des atomes, de l'eau et de la cyclodextrine, triant cet or des autres métaux précieux présents dans le minerai, tels que le palladium ou le platine.

« L'élimination du cyanure de l'industrie aurifère est de la plus haute importance pour l'environnement. Nous avons remplacé ces substances redoutables par un matériau bon marché, biologiquement inoffensif, dérivé de l'amidon »

— sciencesetavenir.nouvelobs.com, le 14 mai 2013.
La cyanuration est employée aussi pour l'argent.

### Affinage de l'or
L'or après séchage peut être grillé, fondu avec un fondant borax sur silicate. Le manipulateur obtient un or brut puisque les métaux voisins de l'or ou résiduels comme le plomb, le fer, le zinc s'oxydent plus facilement et fondent pour donner des silicates ou des borates, qui s'évacuent avec les scories.
Pour compléter l'affinage, et obtenir un or fin et pur, il faut passer par le procédé Miller. L'or est fondu, soumis à l'action du gaz chlore, ce qui permet une chloruration sélective des impuretés. Un raffinage électrochimique peut s'ensuivre.
Le titre chimique est exprimé en partie pour mille (noté « ‰ »). Le carat est une ancienne unité, 24 carats correspond au corps simple pur, soit à un titre de 1000 ‰. Sur les marchés, la masse de l'or s'exprime en onces d'or fin ; une once correspond ici à 31,1 g.

### Battage d'or
Le battage d'or (dit aussi orbattage) est la réduction d'or ou d'alliages d'or en feuilles très fines (de 0,1 µm). Le batteur d'or utilise un alliage au cuivre (pour durcir légèrement le métal) et à l'argent (pour revenir à la couleur originelle) à 980 ‰ d'or.

#### La forge
L'alliage est fondu puis coulé dans une lingotière. Un lingot d'environ 400 g est laminé en un ruban de 40 m par 4 cm, le « caucher ». Ce ruban est coupé en mille quartiers carrés de 4 × 4 cm. Chaque quartier est introduit dans un empilement de papier spécial de 16 × 16 cm de côté : le « chaudret ».

#### Le dégrossissage
L'or subit un premier battage sous un marteau mécanique de dix à quinze kilogrammes. Sous la pression des coups de marteau, les quartiers s'agrandissent en s'arrondissant jusqu'à former des feuilles d'environ 15 × 15 cm. L'ensemble est alors coupé à l'aide d'un massicot, en piles de 5 × 5 cm de côté (4 ou 9 piles selon les cas).

#### L'apprêt
Les mille quartiers d'or sont séparés des papiers pour être introduits un par un entre les feuilles d'un nouvel empilement, la moule de 14 × 14 cm de côté. Autrefois en baudruche, les moules sont en Mylar (polyester) verni depuis les années 1950.

#### Le battage
La moule de deux mille quartiers est battue au marteau mécanique de 5 à 8 kg. De nouveau, les quartiers s'agrandissent en s'arrondissant jusqu'à former des feuilles de 12 × 12 cm de côté.

#### Le vidage
Une ouvrière, la videuse, prend la moule et retire une à une les feuilles d'or qu'elle coupe au format souhaité, 80 × 80 mm, 84 × 84 mm, 93 × 93 mm... puis introduit dans un livret de vingt-cinq feuilles.
Les batteurs d'or à la Révolution travaillaient dans une centaine de manufactures qui employaient près de cinq mille personnes.
Depuis la fin des années 2010, il n'existe plus aucune manufacture en France. Le dernier batteur d'or, la maison Dauvet fondée en 1834 et qui employait une vingtaine de personnes, a fermé en 2018.

### Les détecteurs d'or
L'usage de détecteurs de métaux est depuis quelques années systématique dans les zones aurifères telles que l'Afrique, l'Australie ou les États-Unis. De nombreux pays africains se sont lancés dans la course aux pépites d'or en utilisant des détecteurs de métaux. Néanmoins, beaucoup de ces appareils sont inutiles, car la terre même où se situent les filons d'or est fortement minéralisée et les appareils à fréquence unique, appelés VLF (pour very low frequency), ne sont pas aptes à compenser les effets de sols. Dès lors, le seul recours possible est d'utiliser des détecteurs de métaux à induction pulsée qui permettent de détecter de l'or dans une terre fortement minéralisée. Ce type de machines, très performantes, rendent obsolètes les anciennes méthodes d'orpaillages qui consistaient à creuser des galeries pour en extraire les pépites d'or. Elles étaient hasardeuses, dangereuses et polluantes. Aujourd'hui, les orpailleurs modernes utilisent des « détecteurs d'or », même si ce terme est galvaudé, car un détecteur d'or détectera tous les métaux.

## Économie

### Production dans le monde
On estime que depuis la Préhistoire, 145 kt d'or ont été extraites d'après le World Gold Council en 2001. Il ne subsiste que 120 kt, sous forme de lingots, médailles, bijoux, etc., dont l'essentiel 100 kt (chiffre 1990) est mis en réserve, le reste ayant disparu au fil du temps. Les réserves d'or sont trente fois moins importantes que celles d'argent. Non renouvelables du fait de leur origine cosmique, les réserves d'or exploitables se montent à environ 47 kt, et les réserves base à environ 100 kt.
L'or provient de plusieurs sources distinctes. Selon le World Gold Council, environ 60 % des quelque 3,6 kt d'or utilisées annuellement (moyenne sur la période 2004-2008) vient de la production des mines, il s'agit donc d'or « neuf », jamais utilisé auparavant. Le recyclage en fournit 28 %, par exemple par la fonte de vieux bijoux. Enfin, 12 % provient de déstockage net des banques centrales (c'est-à-dire qu'elles ont pendant ces cinq années vendu plus d'or qu'elles n'en ont acheté, libérant du métal pour d'autres usages).
En 1993, la production mondiale d'or était estimée à 2,2 kt ou 2 200 tonnes. Aux alentours de 2004, on extrayait environ 2,5 kt d'or par an. Les principaux pays producteurs sont :

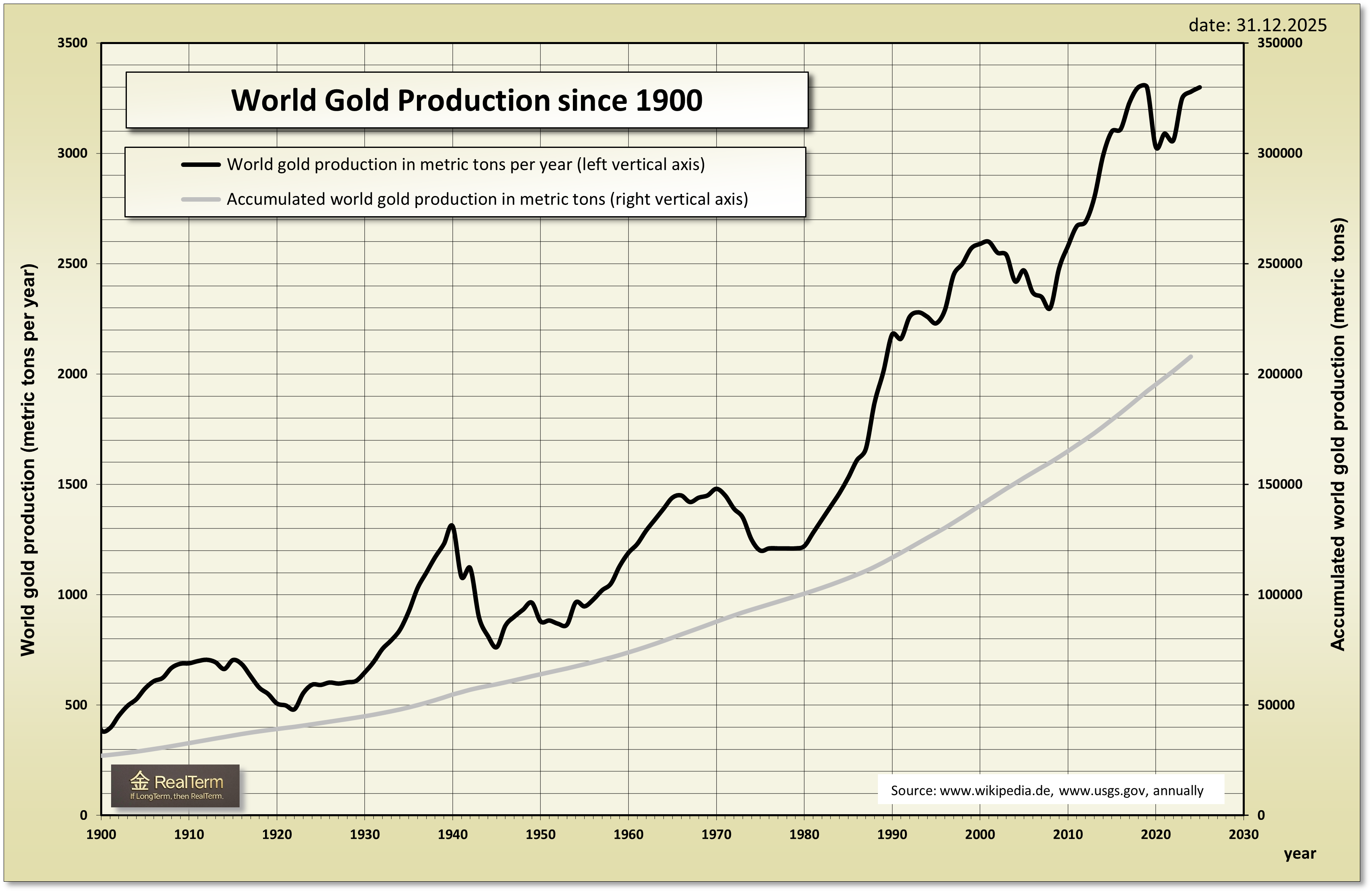
Tendance de la production mondiale de 1900 à 2020 (annuelle et cumulative).

Évolution de la richesse du minerai d'or de 1835 à 2010 en gramme d'or par tonne de matériaux.

- la Chine : l'or y est principalement extrait de la province du Shandong qui permet d'assurer à la Chine une production totale de 340 t[103] ;
- l'Australie : 255 t sont extraites en 2010 ;
- les États-Unis : les États-Unis disposent aujourd'hui d'importantes mines dans le Nevada : la production américaine a atteint 230 t en 2010[54] ;
- l'Afrique du Sud : les premières mines d'or y ont été découvertes en 1886 et le pays est longtemps resté le principal producteur d'or au monde ; sa production actuelle est encore de 190 t par an. Les principales mines du pays se situent aux alentours de Johannesburg ;
- la Russie et les anciennes républiques socialistes : les mines de l'Oural ne remontent plus à la surface aujourd'hui que 190 tonnes d'or pour 2010, quantité en forte diminution par rapport à la production sous le régime de Staline ;
- l'Ouzbékistan a produit quant à lui environ 90 t d'or en 2010 ;
- l'Indonésie et la Nouvelle-Guinée : 180 t à elles deux ;
- le Pérou dont la production totale de 270 tonnes en 2014[104] provient essentiellement de la mine de Yanacocha[104] ;
- le Ghana : l'ancienne Gold Coast (côte de l'Or) extrait toujours de l'or, à raison de 100 t pour l'année 2010 ; et en 2019, ce pays et devenu le premier producteur du continent à raison de 147 t représentant la première ressource d'exportation du Ghana[105].
- le Mali est en 2011, le troisième exportateur africain, derrière l'Afrique du Sud et le Ghana. L'or est la première source d'exportation du pays, en 2015 la production officielle y était de 50,1 t[106] ; Depuis 2019, il est le deuxième exportateur du continent avec 73 t extraite[105].
- le Canada : il produit près de 90 t chaque année, principalement dans la région de l'Ontario et du nord-ouest du Québec ;
- le Brésil : sa production s'est stabilisée en 2010 à 65 t.

La production mondiale d'or baisse depuis 2001. Les raisons de cette baisse de production sont des investissements miniers trop faibles et le pic de production : contrairement aux baisses de production observées au XXe siècle (Première et Seconde Guerre mondiale, politique monétaire dans les années 1970), les causes seraient ici endogènes.
L'avenir de la production d'or est marqué par deux caractéristiques. D'une part, la concentration d'or dans les gisements est de plus en plus faible. D'autre part, les coûts de production baissent inéluctablement.

### Chiffres de production
La Chine est devenu au tournant des années 2010 le premier producteur d’or au monde. En 2020, la Chine a produit 368,3 tonnes d'or, contre 331,1 tonnes pour la Russie et 327,8 tonnes pour l'Australie.
L'évolution de la production mondiale et des réserves d'or entre 2001 et 2014 est la suivante :

|                  | Pays             | Production 2001 (t) | % mondial |                  | Pays             | Production 2014 (t) | % mondial | Réserve 2014 (t) |
| ---------------- | ---------------- | ------------------- | --------- | ---------------- | ---------------- | ------------------- | --------- | ---------------- |
| 1                | Afrique du Sud   | 394,8               | 15,4      | 1                | Chine            | 462                 | 14,74     | 1 900            |
| 2                | États-Unis       | 335                 | 13,07     | 2                | Australie        | 272,4               | 8,69      | 9 100            |
| 3                | Australie        | 285                 | 11,12     | 3                | Russie           | 266,2               | 8,5       | 8 000            |
| 4                | Chine            | 185                 | 7,22      | 4                | États-Unis       | 210,8               | 6,73      | 3 000            |
| 5                | Indonésie        | 166,1               | 6,48      | 5                | Pérou            | 171                 | 5,46      | 2 800            |
| 6                | Canada           | 158,9               | 6,2       | 6                | Afrique du Sud   | 167,9               | 5,36      | 6 000            |
| 7                | Russie           | 152,5               | 5,95      | 7                | Canada           | 151,3               | 4,83      | 2 000            |
| 8                | Pérou            | 138                 | 5,38      | 8                | Mexique          | 110,4               | 3,52      | 1 400            |
| 9                | Ouzbékistan      | 87                  | 3,39      | 9                | Ghana            | 104,1               | 3,32      | 1 200            |
| 10               | Ghana            | 68,3                | 2,66      | 10               | Brésil           | 90,5                | 2,89      | 2 400            |
| 11               | Papouasie        | 67                  | 2,61      | 11               | Indonésie        | 89,5                | 2,86      | 3 000            |
| 12               | Brésil           | 42,9                | 1,67      | 12               | Ouzbékistan      | 85                  | 2,71      | 1 700            |
| 13               | Chili            | 42,7                | 1,67      | 13               | Papouasie        | 67,2                | 2,14      | 1 200            |
| 14               | Mali             | 42,3                | 1,65      | 14               | Argentine        | 60                  | 1,91      |                  |
| 15               | Philippines      | 33,8                | 1,32      | 15               | Kazakhstan       | 49,2                | 1,57      |                  |
| 16               | Argentine        | 30,6                | 1,19      | 16               | Mali             | 48,6                | 1,55      |                  |
| 17               | Tanzanie         | 30                  | 1,17      | 17               | Chili            | 44,5                | 1,42      |                  |
| 18               | Kazakhstan       | 27,1                | 1,06      | 18               | Colombie         | 43,6                | 1,39      |                  |
| 19               | Kirghizistan     | 24                  | 0,94      | 19               | Burkina Faso     | 38,9                | 1,24      |                  |
| 20               | Mexique          | 23,5                | 0,92      | 20               | RD Congo         | 36,1                | 1,15      |                  |
| Total monde 2001 | Total monde 2001 | 2 560               | 100       | Total monde 2014 | Total monde 2014 | 3 133,3             | 100       | 56 000           |

### Industrie minière
En 2003, le coût moyen de production d'une once d'or revenait à 278 dollars, auquel il convient d'ajouter 30 à 40 dollars au titre des coûts d'exploration.
En 2017, les dix plus grosses entreprises en termes d'exploitation et de production d’or sont :
- Barrick Gold ;
- Newmont Mining ;
- AngloGold Ashanti ;
- Goldcorp (fusion avec Newmont Mining en 2019) ;
- Kinross Gold ;
- Newcrest Mining ;
- Gold Fields ;
- Polyus Gold ;
- Agnico-Eagle ;
- Sibanye-Stillwater.

### Exploitation artisanale
En 2005, l’orpaillage produit entre 20 et 30 % de la production mondiale d’or (500-800 tonnes en 2005) grâce à dix à quinze millions de mineurs.

## Marché de l'or

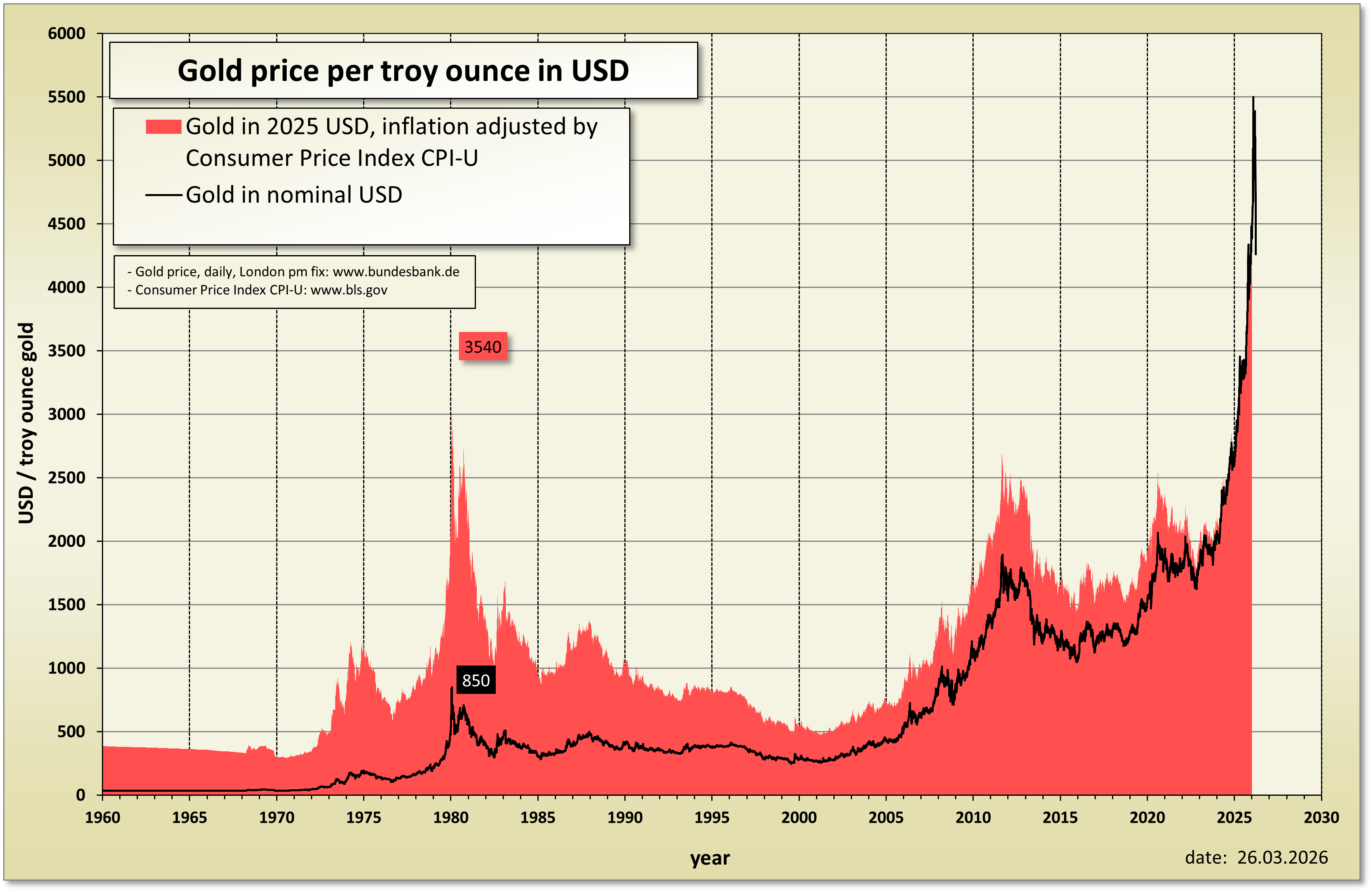
Évolution du cours de l'once d'or de 1960 à 2020. Cours nominal (courbe noire) et cours en fonction de la valeur d'achat du dollar en 2020 (en rouge).

Par rapport à la plupart des autres marchandises, la particularité du marché de l'or est que les stocks de cette matière inaltérable, accumulés au fil de l'histoire chez les particuliers et différents organismes (banques centrales...), sont estimés à environ 50 fois la production annuelle mondiale.
L'or est coté, sous forme physique, à la bourse de Londres et, sous forme de contrats à terme, à New York. Les cours mondiaux sont fixés en dollars américains par once troy d'or. En dehors de ces marchés organisés, qui traitent des grosses quantités, il existe des entreprises de négoce de l'or et de métaux précieux ouvertes aux particuliers et aux divers transformateurs et utilisateurs.
Depuis la crise bancaire et financière de l'automne 2008, de nombreuses boutiques de rachat d'or ont vu le jour. Ces entreprises proposent de racheter les anciens bijoux, l'or dentaire, les couverts ou encore les lingots contre de l'argent. Dans un premier temps, les règlements se faisaient fréquemment en espèces, mais l'article L.112-6 du Code monétaire et financier a imposé le règlement par tout autre moyen (chèque ou virement notamment). Malgré le risque de contravention de 5e classe, le paiement en espèces n'a pas complètement disparu.
À la suite du rachat d'or, le métal précieux est ensuite recyclé. Il s'agit alors de le faire fondre puis de le remodeler en lingot ou en pièces pour être de nouveau commercialisé sur le territoire français.
Les cours sont particulièrement fluctuants et soumis à divers facteurs : évolution des stocks d'or des banques centrales, demandes en orfèvrerie, notamment en Inde, aux États-Unis et en Chine, demande industrielle (électricité, électronique...), coûts et volumes de production, état des réserves minières, valeur refuge, ou achats et ventes spéculatives en fonction des incertitudes monétaires. Une partie du marché est opaque, en raison d'un orpaillage illégal qui s'est fortement développé à la fin du XXe siècle en Amérique du Sud.
L'or est une valeur refuge de par le fait que contrairement aux monnaies courantes qui voient leur quantité en circulation dépendre des politiques des banques centrales, les quantités d'or physique qui peuvent être injectées dans les marchés ne peuvent dépasser celles extraites annuellement. De fait, l'inflation propre de l'or est limitée à ces quantités extraites qui sont relativement faibles et prévisibles en comparaison du volume déjà en circulation. Cette difficulté de production et de reproduction de l'or est aussi ce qui lui valut d'être utilisé directement comme monnaie et c'est parallèlement cela qui pousse certaines personnes à justifier un retour des monnaies courantes à l'étalon-or.
Depuis les accords de Bretton Woods en 1944, l'or est une valeur refuge, faisant partie des réserves monétaires de chaque banque centrale et qui suscite l'attrait des épargnants quand une crise ou période troublée est en vue. Antoine Pinay lança un emprunt d'État indexé sur l'or dans les années 1950, qui fut un grand succès et donna à son promoteur une image restée longtemps mythique. La fin des accords de Bretton Woods et la forte poussée des prix de l'or au début des années 1970 provoquèrent un effet d'aubaine imprévu : les heureux souscripteurs qui furent tirés au sort les derniers (le remboursement se faisait par tirage au sort) touchèrent plus de trois fois leur mise hors inflation.
Malgré les différentes tentatives faites par les États pour décourager la thésaurisation de l'or, et son absence de rendement par rapport à la majeure partie des autres formes de placements, l'or a conservé son rôle de réserve de précaution. Après une longue période de dépréciation, le prix de l'or en lingot ou en pièce n'a cessé de remonter. Le cours du lingot d'or à Paris a doublé entre janvier 1999 et septembre 2007 (de 8 017 à 16 224 € environ - source : Banque de France). Il a très fortement augmenté au début de l'année 2008 avant de se replier quelque peu.
L'or est échangé sur le marché des métaux précieux, principalement sur les places de New York, Londres, Zurich et Hong Kong. Il existe d’autres places, mais elles ne font que relayer via internet ces principaux marchés, comme c'est par exemple le cas des plateformes de négoce d'options binaires. Il est coté en once (troy ounce) (1 once = 31,103 476 8 g) et en dollars américains. Début 2004, le cours s'élevait à environ 400 $ (300 euros, soit environ 10 € le gramme) contre 300 $ en 2001, 600 $ en 2005. La crise monétaire et bancaire qui s'étend depuis septembre 2007 n'a fait qu'accélérer le mouvement. L'once frôle les 1 000 dollars (plus de 20 € le gramme) au début de l'année 2008 et à nouveau au début de l'année 2009. Les énormes plans de relance laissent craindre une inflation dévastatrice.
En juillet 2011, la crise de la dette dans la zone euro (dette de la Grèce, mais aussi Portugal, Espagne, Italie), et aussi celle des États-Unis, a été l'occasion pour les investisseurs et épargnants de prendre conscience de ce problème de surendettement, et de s'interroger sur un relatif manque de contrepartie à la monnaie en circulation : franchissant un record de nombre de séances de hausse consécutives, l'once est montée le 18 juillet 2011 à plus de 1 600 $ ; le 22 août suivant, l'once franchit 1 900 $ sur le Globex.
Il existe différents types de lingots suivant les pays. Sur le marché de gros de Londres, le London Bullion Market, qui est l'un des tout premiers marchés au monde pour la négociation physique d'or et d'argent, l'unité de négociation est le lingot monétaire de 400 onces troy, soit environ 12,5 kg.
Sur les marchés nationaux dits « de détail », on peut trouver des lingots de différentes tailles. En Europe continentale, le lingot d'un kilogramme est le plus souvent utilisé et, lorsque le pays possède encore un marché de l’or national, la barre de 1 kg est cotée. En France, l'or n'est plus coté en Bourse depuis 2004. À la bourse de Luxembourg par exemple, le lingot de 1 kg est quotidiennement coté en euros. Mais on peut aussi trouver des lingots de 500 grammes, 250 grammes, etc. Les plus petits des lingots sont appelés lingotins.
En avril 2010, l’audition d'un trader de JPMorgan Chase par la CFTC a révélé qu’il y aurait 100 fois plus de papier-or en circulation que de l'or physique.
Les actions des grands groupes aurifères sont cotées essentiellement à Londres, New York, Toronto, Johannesburg et Sydney.
Les commissions sur les transactions d'or physique seraient en moyenne de 2 % et les droits de garde dans les coffres de banques sont d'environ 1,5 %.
Organisation à but non lucratif, Swissaid a publié un rapport en juillet 2020 dénonçant le commerce de l’or entre le plus grand importateur d’or au monde, la Suisse, et la plaque tournante de l’or importé d’Afrique, Émirats arabes unis. Le rapport critiquait la raffinerie tessinoise de Valcambi en Suisse, qui est le principal importateur d'or des Émirats. Les documents ont révélé que les raffineries suisses se sont appuyées sur des fournisseurs d'or émiratis, dont Kaloti Jewellery International Group et Trust One Financial Services (T1FS), pour acheter les métaux précieux. En 2018 et 2019, Valcambi a reçu 83 tonnes d'or des deux sociétés. Cependant, la firme de Dubaï, Kaloti a été identifiée comme obtenant de l'or de milices impliquées dans des crimes de guerre et violant les droits de l'homme dans les mines d'or du Soudan. Entre 2012 et 2018, 95 % de l'or du Soudan s'est retrouvé aux ÉAU,.
Après qu'on a constaté que les défauts de la réglementation avaient permis d'introduire, dans le commerce légal, de l'or lié à la guerre et au blanchiment de capitaux, les préoccupations concernant le rôle de Dubaï dans le commerce des lingots illicites ont crû ces dernières années. Le 11 octobre 2021, selon une lettre vue par Bloomberg, le Secrétariat d'État des Affaires économiques a conseillé aux raffineries (d’or) de prendre suffisamment de dispositions afin d’identifier la véritable origine de tout or importé des Émirats arabes unis. Le 15 octobre 2021, la Suisse a sommé les raffineurs d’être plus stricts sur les importations en provenance des ÉAU afin de garantir l’absence de lingots africains illicites,,.
Le commerce international de l'or est une industrie de plusieurs milliards de dollars. Une étude en 2024 de Swissaid, en se concentrant sur l'Afrique, a révélé que des centaines de tonnes d'or sont introduites en contrebande hors du continent sans être déclarées aux coutumes, une grande partie de celle-ci étant dirigée vers les Émirats arabes unis.
Le Soudan est un autre exemple notable, avec une partie importante de son or en contrebande aux Émirats arabes unis, même au milieu du conflit en cours. Les Forces de soutien rapide (FSR) et les forces armées soudanaises (FAS) ont tous deux joué un rôle dans la facilitation de la production et de la contrebande de cette or aux ÉAU. Cette pratique remonte au moment où ces groupes ont été alignés sur les forces civiles pendant la période de transition de 2019 à 2021.

### Évolution du cours de l'or depuis 1944
C'est le cours exprimé en dollars américains de l'once d'or — une once troy, soit 31,1034768 grammes — qui sert de référence au niveau international depuis 1944 : le prix a été fixé à cette époque à 35 dollars.
Le système mis en place par les accords de Bretton Woods du 22 juillet 1944 est une nouvelle tentative pour stabiliser les taux de change, basé sur une parité fixe du dollar par rapport à l'or. Les déficits extérieurs américains mettent à mal cette parité dès les années 1960 et les États-Unis abandonnent la parité fixe du dollar en 1971. Le prix de l'once d'or dépasse la barre des 35 dollars et grimpe sensiblement durant les années 1970, avec un début de surchauffe en 1973-1975, où l'once frôle les 200 dollars, avant de retomber aux alentours de 150 dollars. En 1979, le cours connaît une nouvelle envolée qui atteint son pic le 21 janvier 1980, avec un cours de 850 dollars. Le cours entame alors une lente érosion, atteignant son plancher en 2002 à un peu de moins de 300 dollars. Le cours connaît ensuite une remontée au moment de la crise des subprimes, pour atteindre un pic en 2012 à plus de 1 800 dollars, pour retomber aux alentours de 1 200 dollars en 2015. Durant la crise du Covid, le cours flambe de nouveau, pour atteindre un pic en août 2020 à 2 024 dollars avant de se stabiliser aux alentours de 1 800 dollars fin 2021.

### Cours de l'or
Le cours de l’or évolue constamment selon plusieurs critères. Il est la référence pour l’échange du métal jaune sur la place des marchés boursiers internationaux : New York, Tokyo et Londres[réf. nécessaire].
| Cours de l'or | Année 2000 | Année 2005 | Année 2009 | Année 2017 | Année 2020 | Année 2021 | Année 2022 | Année 2023 | Année 2024 |
| ------------- | ---------- | ---------- | ---------- | ---------- | ---------- | ---------- | ---------- | ---------- | ---------- |
| 1 Oz (once)   | 272,75 $   | 513,00 $   | 1 087,50 $ | 1 262,00 $ | 1 913,00 $ | 1 797,00 $ | 1 927,00 $ | 2 049,00 $ | 2 801,00 $ |

Le cours de l'or est souvent calculé en onces troy, qui est sa mesure officielle, mais peut également être cité en grammes ou en kilogrammes. Il évolue en fonction de la demande, de l’offre et des mouvements effectués par les investisseurs. Sa valeur a tendance à augmenter avec la demande. Son offre, quant à elle, reste souvent constante. Le marché de l'or est influencé par de nombreux facteurs différents tels que l'industrie informatique ou la joaillerie.
- Cours de l'once d'or en euro sur 10 ans

### Fiscalité
En France, les ventes d'or réalisées dans l'Union européenne par les contribuables français sont soumises à une taxe forfaitaire de 10 % (jusqu'à fin 2017) du prix de cession (article 150 VK du code général des impôts), ainsi qu'à 0,5 % de CRDS (article 1600-0 I du code général des impôts). Cette taxe, instituée en 1976, a causé la fermeture du marché français de l'or, au bénéfice de la place financière de Londres[réf. nécessaire]. La France est le seul pays où la taxe sur la vente d'or (11,5 %) investissement est applicable.
À la suite de la loi de finances rectificative pour 2005 du 30 décembre 2005, les plus-values peuvent désormais être imposées selon un régime proche du droit commun (sans abattement). Depuis le 1er janvier 2006, les particuliers peuvent opter pour le régime des plus-values : cela consiste à payer 34,5 % sur la plus-value réalisée, avec une décote de 10 % par an à partir de la troisième année de détention.
À la suite de la suppression de l'ISF, l'État français doit collecter de nouvelles recettes et a donc augmenté de 1 % la taxation de l'or depuis le 1er janvier 2018. Elle s'établit donc à 11 % et elle sera soumise à une taxe sur le régime des plus-values réelles (36,2 %). Cette taxe devrait influencer à la baisse le comportement des acheteurs. Les Français ne résidant pas en France ne doivent pas payer cette taxe mais la taxe du pays de résidence ou plus précisément du pays de déclaration des impôts.

### L'essor du rachat d'or et ses dérives
Conséquence de la crise bancaire et financière de 2008, le marché du rachat d'or connaît une croissance sensible partout dans le monde au cours des cinq années suivantes. Alors que de nombreuses valeurs boursières s'effondrent entre 2007 et 2012, le cours de l'or lui est resté solide et n'a fait que grimper durant les années suivant la crise.

#### Le cas de la France
L'or étant devenu une valeur refuge, de nombreuses entreprises spécialisées dans le rachat d'or sont apparues par exemple en France. Profitant du cours élevé du précieux métal, ces magasins proposent de racheter les bijoux et autres débris d'or aux particuliers. Face à l'explosion de ce secteur, de nombreuses associations françaises de consommateurs ont tiré la sonnette d'alarme. Le développement de cette activité a attiré l'attention des pouvoirs publics et notamment de l'Assemblée nationale qui a commencé à légiférer pour mieux encadrer ce secteur. La multiplication des escroqueries a entraîné une surveillance accrue de cette activité. De nouvelles règles sont alors apparues comme la possibilité pour le revendeur de se rétracter dans les 24 heures suivant la transaction. La question du paiement a aussi fait l'objet de modifications puisque la loi interdit aux boutiques de rachat d'or de payer en liquide lorsque le montant de la transaction est supérieur à 500 euros. D'autres règles ont été définies afin d'encadrer cette activité notamment par la Direction générale de la concurrence, de la consommation et de la répression des fraudes. En plus de l'encadrement législatif, les associations de consommation mènent un travail de prévention auprès des particuliers. De nombreux sites donnent des conseils simples et utiles pour revendre son or. Le but de ces campagnes de prévention est de prévenir les escroqueries en informant les personnes désireuses de vendre leurs bijoux et autres biens en or.

### Confiscation de l'or
Plusieurs fois dans l'Histoire, les autorités ont décidé de limiter, d'interdire, ou de rendre transparente la possession de l'or aux particuliers :
- en 1720, en France, le ministre des finances John Law de Lauriston oblige les détenteurs de plus de 500 livres en or à les convertir en papier monnaie via plusieurs édits royaux et sous peine de confiscation[139] ;
- en septembre 1793, en France, l'échange des assignats contre espèces en or est interdit sous peine de mort[140] ;
- en janvier 1934, aux États-Unis, le gouvernement fédéral de Roosevelt, par le Gold Reserve Act, interdit la possession d'or et oblige les citoyens à déposer leurs pièces et lingots dans une banque contre des certificats-or, lesquels doivent être confiés au département du Trésor des États-Unis. Cette mesure sera suspendue peu avant la fin de la conversion du dollar en or, en 1975[141] ;
- en décembre 1935, l'État fasciste italien « encourage » de manière musclée le don des alliances, bijoux et pièces en or au gouvernement — opération appelée Oro alla Patria — pour lutter contre les mesures répressives imposées par la Société des Nations ; un registre des citoyens donateurs est établi[142] ;
- en octobre 1936, en France, le gouvernement du Front populaire par décret interdit le commerce de l'or et les propriétaires de plus de 200 grammes d'or sont obligés de les céder à la Banque de France, laquelle est nationalisée. Le décret du 17 février 1937 assimile la détention d'or à de la contrebande, décision suspendue le 9 mars suivant pour impopularité : le commerce de l'or redevenait libre[143] ;
- en octobre 1944, un décret du gouvernement provisoire de la République française dirigé par Charles de Gaulle ordonne de confisquer le produit des transactions effectuées par des particuliers avec l'occupant durant la guerre, et de les reverser au Trésor public ; un autre interdit tout forme de transaction sur l'or. Le mécanisme se double d'une autre ordonnance en juin 1945 qui impose aux Français de changer en 15 jours les anciens billets de banque contre des nouveaux, et de justifier la provenance au-delà d'une certaine somme. L'ensemble des transactions sur l'or est durant cette période non anonyme et toute possession doit également être justifiée[144]. Le marché de l'or redevient libre en février 1948[145] ;
- en 1959, en Australie, l'or des particuliers est nationalisé[146] ;
- en 1966, en Grande-Bretagne, l'importation d'or est interdite[146] ;
- en 1968, en Inde, par le Gold (Control) Act (en), interdiction pour les particuliers de détenir de l'or sous forme de pièces ou lingots[147] ; mesure abrogée en 1990[148].

## L'or dans la culture

### L'or et la religion

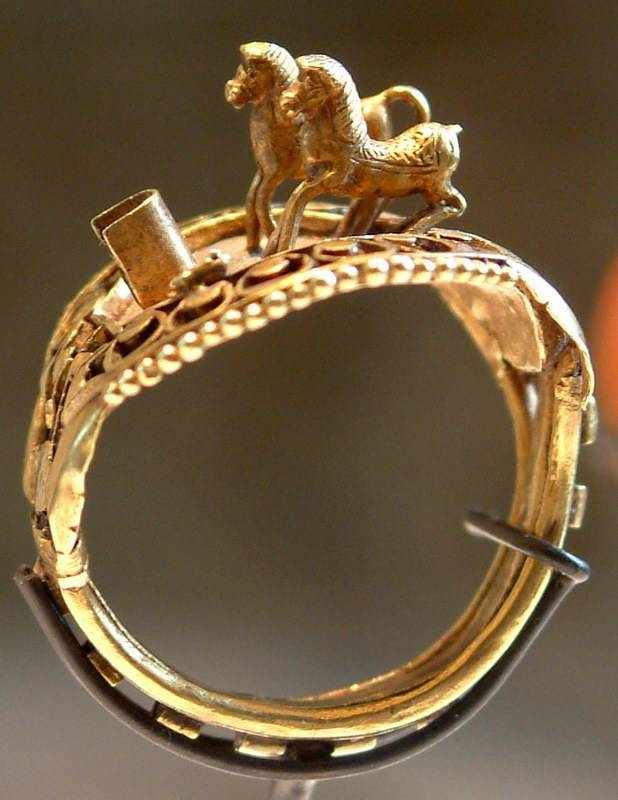
Bague en or égyptienne datant du Nouvel Empire.

Dans de nombreuses civilisations (pourtant sans connexion) l'or est le symbole du divin par excellence. Cela peut s'expliquer notamment par deux de ses propriétés :
- sa quasi-inaltérabilité au temps, qui en fait un matériel d'immortalité, hors de l'en deçà ;
- sa couleur jaune éclatante qui reflète la puissance du Soleil jaune (d'ailleurs son nom vient du latin aurum, signifiant aussi aurore).

Les Égyptiens de l'Antiquité donnaient à l'or des propriétés divines en le définissant comme la chair des dieux. L'or était employé pour confectionner les masques funéraires qui avaient pour but de fixer à jamais le visage idéalisé du pharaon et de l'identifier aux étoiles. Le masque d'or du pharaon Toutânkhamon est fait de 11 kg d'or massif et on estime avoir retrouvé dans son tombeau (l'un des plus petits de la vallée des Rois) plus d'une tonne d'or pur. Le Bouddha d'or de Bangkok, qui mesure plus de 3 mètres de haut pour une masse de 5,5 t, représente la plus importante statue d'or massif au monde.
Dans le livre de l'Exode, le Veau d'or symbolise l'idolâtrie. Néanmoins, l'or est aussi utilisé pour de nombreux objets cultuels du Temple de Jérusalem : menorah, coupes, arche d'alliance, etc. Dans le Nouveau Testament, les mages venus d'Orient apportent de l'or à Jésus. Dans le livre de l'Apocalypse, le Christ apparaît à Jean entouré de sept chandeliers d'or et un ange verse de l’encens avec une pelle en or. L'or peut donc être considéré, pour les cultures juives et chrétiennes, comme un métal soulignant la dignité de la divinité.
Dans l'art religieux, les saints et les anges ont souvent leurs têtes entourées d'or sous la forme du nimbe. L'or symbolise aussi la lumière de Dieu, et donc sa présence, dans l'art de l'icône et dans beaucoup d'œuvres d'art chrétiennes occidentales où il occupe les fonds (mosaïques de Ravenne, de Palerme...).
La rose d'or, autrefois offerte au Préfet de Rome, est devenue pour la religion catholique une fleur en or massif, très richement emplie de bénédictions afin de devenir une distinction hautement morale. Dès lors que Rome devint le siège de la Cité pontificale, son drapeau s'est formé par les couleurs blanc et or symbolisant la pureté via le blanc, et la charité via l'or. En cela, la rose d'or est un ornement sacré qui symbolise le Christ dans Sa Majesté Royale, la fleur symbolisant la pureté, l'or, la charité. Lorsque la rose d'or est utilisée comme récompense elle est bénie par le pape et représente souvent un petit rosier en or. Considérant la nature de cette distinction qui salue les vertus de personne morales puissantes ayant préféré se priver de leur puissance pour elles-mêmes et s'en servir afin de répandre la charité autour d'elles, aidant les pauvres du territoire dont elles avaient la charge, la rose d'or fut parfois offerte afin de récompenser des souverains catholiques en considération de leurs vertus de charité, piété et bravoure exceptionnelle et exemplaire ; toutefois, les personnes morales catholiques à avoir reçue cette distinction sainte extrêmement rare (moins de 200 depuis le XIe siècle) sont plus souvent des sanctuaires, tel celui de Lourdes en septembre 1877. À travers cette tradition, l'or est un symbole de la beauté et de la nature précieuse de l'amour du Christ et donc, par rejaillissement, de l'amour conjugal à travers le mariage, et de la charité en général.
En Inde, dans la religion hindouiste, la déesse Lakshmi est liée à l'or. Toutes les représentations de la déesse Lakshmi sont liées à l'or car de ses mains ruissellent des milliers de pièces d'or tombant dans des jarres d'or. La déesse Lakshmi est pour les hindouistes, la déesse de la richesse, de l'économie et de l'or. Il y a même une fête pour elle, l'Akshnaya Trinitia est une fête du mois de mars où les hindouistes portent de l'or sur eux pour honorer la déesse Lakshmi.

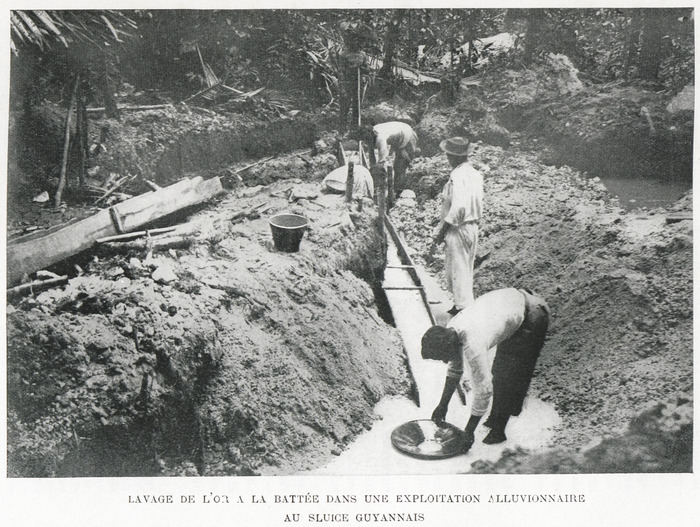
Lavage de l'or à la battée dans une exploitation alluvionnaire au sluice guyanaise.

### Mythologie et littérature

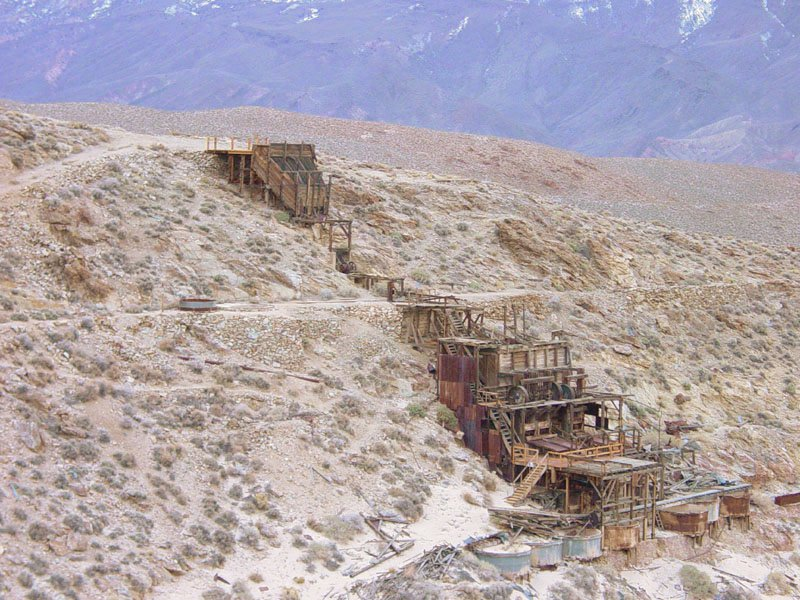
Ancienne mine d'or de Skidoo, dans la vallée de la Mort en Californie.

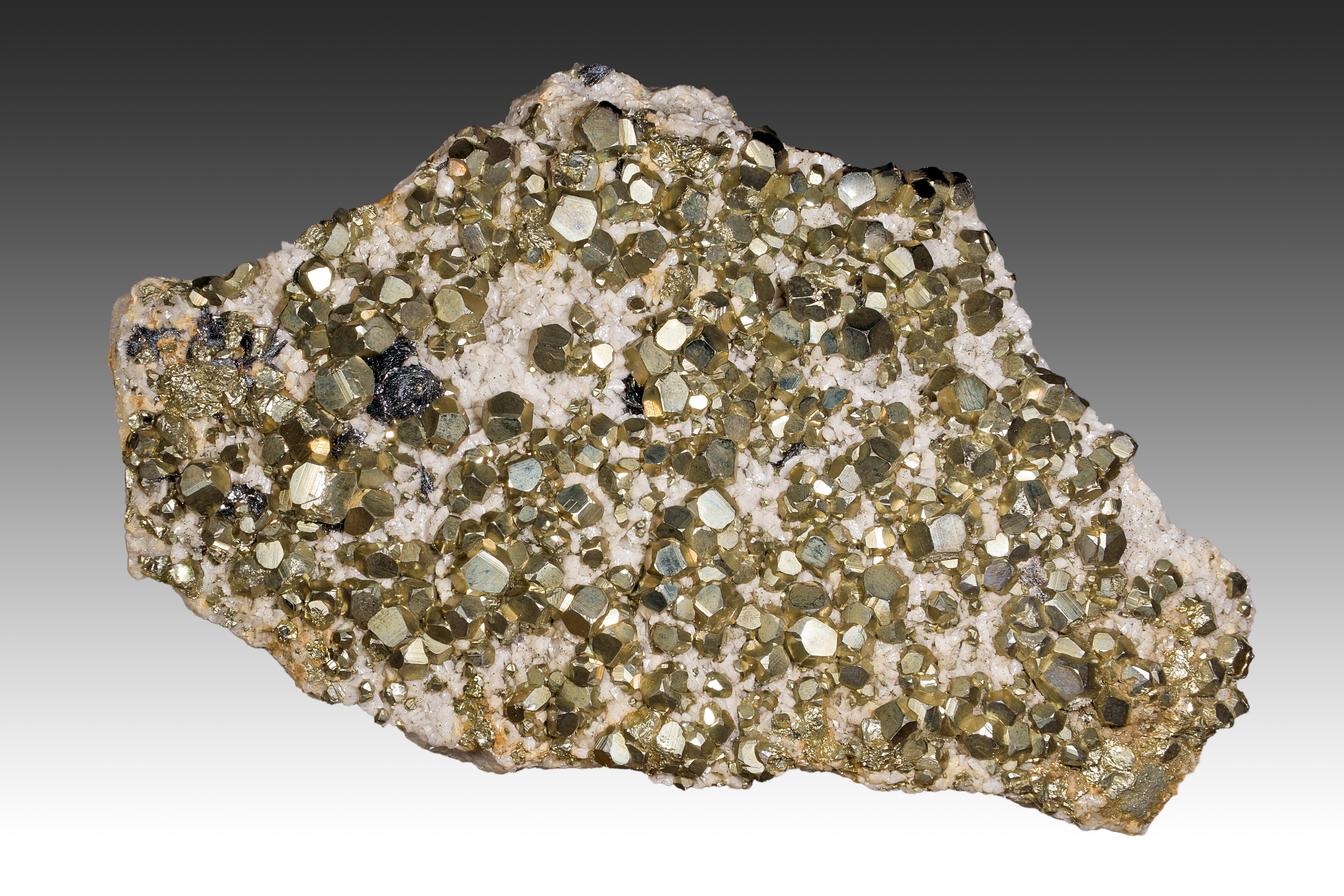
« L'or des fous » ou pyrite.

Des récits anciens remontant à l'Antiquité évoquent deux rois de Lydie, Midas et Crésus, qui extrayant leur or en particulier de la rivière Pactole, étaient réputés pour leur richesse et leur fascination pour l'or. L'Ancien Testament, dans le Premier Livre des Rois, mentionne le roi Salomon, et son immense trésor. Les Travaux d'Héraclès sont parsemés de récits évoquant la présence de l'or tout autour du Bassin méditerranéen. L'Iliade d'Homère évoque le fabuleux trésor des Troyens dont veulent s'emparer les armées d'Agamemnon.
Peu avant l'avènement de l'Empire romain, le consul Crassus, connu pour sa soif d'or et pour son immense fortune, fut fait prisonnier par le général parthe Suréna. Ce dernier, pour exécuter son captif, aurait coulé de l'or dans la gorge du Romain.
Au Moyen Âge, le « bon saint Éloi » de la chanson Le Bon Roi Dagobert était un orfèvre. Les orfèvres de l'époque mérovingienne, en raison d'une pénurie d'or en Occident, étaient connus pour récupérer les chutes d'or, quitte à « rogner » un peu plus les objets lors de leur fabrication (en les raclant). Avec la quantité habituellement nécessaire pour faire un trône, saint Éloi fabriqua deux trônes, prouvant par là même son honnêteté. À cette époque, apparaissent les alchimistes qui cherchaient le moyen de transmuter le plomb en or. La mythologie nordique évoque elle le Glasir, un arbre supposé posséder des feuilles d'or et poussant l'extérieur du Valhalla.
Avec les Temps modernes, les grands voyageurs recherchent l'Eldorado, le légendaire pays de l'or, qui fut l'une des motivations de la colonisation de l'Amérique latine. Les galions espagnols chargés d'or excitent l'avidité des corsaires et des pirates et donneront naissance à de nombreux récits dont L'Île au trésor de Robert Louis Stevenson.
Au XIXe siècle, la quête de l'or ne ralentit pas. Le Nouveau Monde permet la ruée vers l'or en Californie et inspira un livre à Blaise Cendrars, L'Or, qui raconte la malheureuse histoire de John Sutter, à qui appartenait légalement l'or qu'il avait extrait lui-même du sol, et dont les droits ne furent jamais reconnus par la justice. Cette histoire est aussi racontée par Stefan Zweig dans la nouvelle intitulée « La découverte de l'Eldorado », issu du recueil Les Très Riches Heures de l'humanité. La pyrite (FeS2) et plus rarement la chalcopyrite (CuFeS2) sont depuis appelées « or des fous » à cause de leur couleur jaune ressemblant à celle de l'or : cette caractéristique a égaré des prospecteurs peu avertis croyant avoir découvert des pépites d'or.
Inspiré d'une série de légendes nord-européennes, L'Or du Rhin, premier des quatre opéras constituant le prélude de L'Anneau du Nibelung de Richard Wagner, relate comment Alberich s'empare de l'or du Rhin, forge l'anneau dont la malédiction traversera toute la tétralogie.
Plus proche de nous, Le Trésor de la Sierra Madre est un roman de B. Traven qui raconte comment trois Américains succombent à la fièvre de l'or au retour de leur expédition dans la jungle mexicaine. En 1947, Carl Barks des Studios Walt Disney invente le personnage de Balthazar Picsou capable de flairer l'or n'importe où.

### Vidéographie

#### Films de cinéma
Parmi les nombreux films en rapport avec l'or :
- The Spoilers (1914) de Colin Campbell ;
- La Ruée vers l'or (1925) de Charlie Chaplin ;
- Chercheurs d'or (1940) d'Edward Buzzell ;
- Le Trésor de la Sierra Madre (1948) de John Huston ;
- Les Affameurs (1952) d'Anthony Mann ;
- Coups de feu dans la Sierra (1962) de Sam Peckinpah ;
- Goldfinger (1964) de Guy Hamilton ;
- De l'or pour les braves (1970) de Brian G. Hutton ;
- Aguirre, la colère de Dieu (1972) de Werner Herzog ;
- Le Ruffian (1983) de José Giovanni ;
- Eureka (1983 de Nicolas Roeg ;
- Les Morfalous (1984) d'Henri Verneuil ;
- La Soif de l'or (1993) de Gérard Oury ;
- Orpailleur (2009) de Marc Barrat ;
- Gold (2016) de Stephen Gaghan ;
- Les Frères Sisters (2018) de Jacques Audiard.

#### Productions télévisuelles
- Guyane, série télévisée, production Canal+
- Yukon Gold : L'Or à tout prix, émission canadienne lancée en 2013

### Périphrases
La richesse que représente la possession d'or a conduit à la création de périphrases :
- l'or noir pour le pétrole ;
- l'or blanc pour la neige et autrefois le sel[i] ;
- l'or bleu pour l'eau ;
- l'or rouge pour le safran ;
- l'or vert pour la forêt.